# Anarquismo en Brasil
El anarquismo en Brasil reúne una serie de experiencias sociales relevantes en la historia del país, especialmente en el período comprendido por la Primera República. Ha tenido una gran tradición dentro del movimiento obrero, con una fuerte impronta en la cultura popular. Desde las formas de anarquismo primitivo como el Quilombo de los Palmares o la Guerra de Canudos, hasta la llegada de inmigrantes europeos -especialmente italianos- entre 1870 y 1914, cuando los ideales anarquistas pasaron a ser difundidos entre los obreros brasileños a través de grupos de propaganda y periódicos, especialmente a partir de la década de 1890, el movimiento libertario ha sido protagonista de una rica y compleja historia.

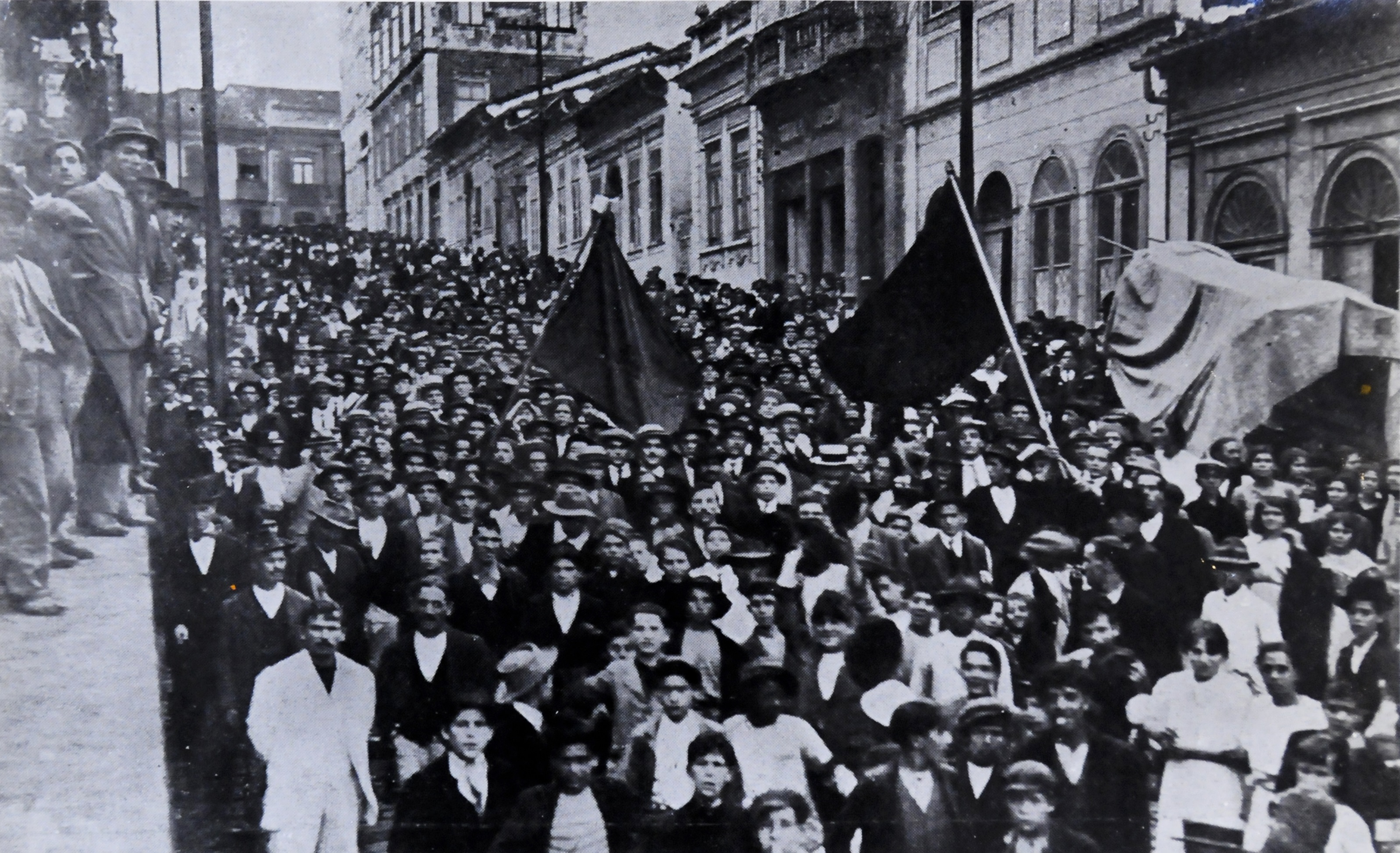
Trabajadores y anarquistas marchan portando banderas negras por la ciudad de São Paulo, durante la huelga general de 1917.

 Las condiciones del trabajador brasileño y el sistema político de la Primera República, que dificultaba la participación de los trabajadores, hicieron que el anarquismo rápidamente ganara fuerza entre los obreros. El sindicalismo revolucionario, concepción sindical entonces defendida por los anarquistas de Brasil, ejerció gran influencia en el movimiento obrero, en especial en los congresos obreros y en las huelgas del período. Los anarquistas también contribuyeron con la creación de una serie de periódicos para la prensa obrera y fundaron diversas Escuelas Modernas alrededor del país. El anarquismo dejó de ser hegemónico en el movimiento obrero brasileño a partir de la década de 1920, cuando se dio la creación del Partido Comunista de Brasil (PCB) y, principalmente, en razón de la represión promovida por el gobierno de Artur Bernardes. El sindicalismo revolucionario entró en crisis en el gobierno de Getúlio Vargas, cuando los sindicatos pasaron a ser controlados por el Estado, resultando en la declinación del anarquismo, ahora sin espacios de inserción social.
Entre 1946 y 1964, los anarquistas concentraron sus esfuerzos en la construcción de una organización política anarquista y en acciones culturales, a pesar de mantener iniciativas en el campo sindical. Con el golpe de 1964, la actividad anarquista se volvió aún más limitada por la represión. A pesar de ello, hubo cierta actuación anarquista en el movimiento estudiantil del período. En 1977, en el proceso de la apertura política, los libertarios retomaron su prensa periódica, iniciando un proceso de rearticulación del anarquismo en Brasil.
A partir de la década de 1990, el proceso de reorganización del anarquismo en Brasil culminó en la creación de organizaciones influenciadas por la especificidad de la Federación Anarquista Uruguaya (FAU), en un proceso que resultó en 2012 en la fundación de la Coordinación Anarquista Brasileña (CAB). Los anarquistas, desde entonces, mantienen una participación relevante, aunque minoritaria, en varios tipos de acciones colectivas, como organizaciones sindicales, asociaciones comunitarias y de barrio, movilizaciones estudiantiles, movimientos de sin techo y sin tierra y en olas de protestas, como los de 2013 y las manifestaciones contra la Copa del Mundo de 2014.

## Orígenes
Tal vez una de las primeras experiencias anarquistas del mundo, incluso antes de haber sido inventado el término, haya ocurrido en las márgenes de la Bahía de Babitonga, cerca de la ciudad histórica de São Francisco do Sul. En 1842 el Dr. Benoit Jules Mure, inspirado en las teorías de Fourier, instala el Falanstério do Saí o Colônia Industrial do Saí, reuniendo a los colonos llegados de Francia en Río de Janeiro en 1841. Hubo desavenencias, y un grupo disidente, liderado por Michel Derrion, estableció otra colonia a algunas leguas del Saí, en un lugar llamado Palmital: la Colônia do Palmital.
Mure consiguió apoyo del coronel Oliveira Camacho y del presidente del Estado de Santa Catarina, Antero Ferreira de Brito. Este apoyo le resultó fundamental para posteriormente conseguir para su proyecto la ayuda financiera del Gobierno Imperial del Brasil.
Aunque la historiografía normalmente atribuye las raíces del anarquismo en Brasil a la inmigración europea. Esta se inició con la crisis del sistema esclavista en Brasil, en la segunda mitad del siglo XIX, cuando las élites políticas se convencieron de que la llegada de trabajadores europeos traía ventajas a la economía nacional. Los intelectuales brasileños se unieron al clamor por la llegada de inmigrantes, subrayando que tendría efecto benéfico en el "blanqueamiento" de la población brasileña. Muy animado por la propaganda del gobierno brasileño, oleadas de europeos llegaron a Brasil entre 1870 y el comienzo de la Primera Guerra Mundial en su mayoría de nacionalidad italiana, portuguesa y española. Inicialmente, la mayoría de los inmigrantes era de origen rural y no poseía experiencia política o sindical anterior, y con frecuencia tenía como destino inicial el trabajo agrícola, en especial las granjas de café en São Paulo. Durante la década de 1880, el número de establecimientos industriales en Brasil se triplicó, pasando de poco más de 200 en 1881 a más de 600 en 1889, y muchos inmigrantes se desplazaron a los nacientes centros industriales, tras experiencias desastrosas en los cultivos de café. Los centros industriales también recibieron nuevas levas de inmigrantes europeos, provenientes del medio urbano, teniendo experiencias previas de organización sindical.

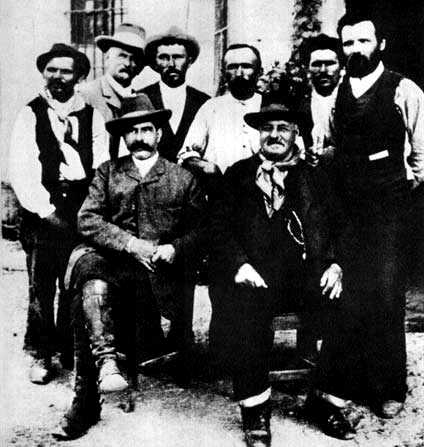
Giovanni Rossi (a derecha) y otros anarquistas italianos llegados a Brasil para constituir la Colonia Cecilia.

En ese contexto, el anarquismo pasó a ser difundido entre los obreros brasileños a partir de la década de 1890, a través de grupos de propaganda y periódicos. Entre los pioneros, estaban: Gli Schiavi Bianchi (1892), L'Asno Umano (1894) y L'Avvenire (1894-1895), publicados en São Paulo por grupos compuestos mayoritariamente por inmigrantes italianos; O Despertar (1898) y O Protesto (1898-1900), publicado en Río de Janeiro por grupos que reunieron brasileños, españoles y portuguéses. En esta última década del siglo XIX, la acción de los anarquistas fue guiada por grupos de propaganda principalmente informales, que publicaban periódicos, actuaban en la educación de trabajadores y participaban de asociaciones diversas en el medio obrero. Sin embargo, ya en 1892, anarquistas organizaron las primeras actividades del Primero de Mayo en Brasil y luego pasaron a ser vigilados por la represión. En Río de Janeiro, la policía relató reuniones de extranjeros que buscaban difundir las ideas libertarias entre los trabajadores. En 1893, en el periódico Correio Paulistano, órgano oficial del Partido Republicano Paulista (PRP), fue denunciada la entrada de inmigrantes anarquistas en el país, clasificándolos como individuos peligrosos, jefes de "terrible secta destructora", que objetivaban "implantar el desorden y una lucha fratricida, incompatibles con la abundancia y la excelencia de nuestros recursos de vida ". En 1898, con ocasión de las actividades del Primero de Mayo, varios anarquistas fueron arrestados en San Pablo.
Experiencias anarquistas tuvieron lugar en Brasil en la década de 1890, como la Colonia Cecilia, emprendida por el italiano Giovanni Rossi. La Colonia Cecilia fue una comunidad rural experimental em Palmeira, en el interior de Paraná que buscó poner en práctica principios libertarios, como la realización del trabajo de forma colectiva, la organización de una caja de rendimiento comunal y la negación del reconocimiento civil y religioso del matrimonio. La experiencia tuvo su fin en 1894, fustigada por sectores de la élite local y por problemas internos, como la pobreza material y la dificultad, por parte de algunos colonos, de adaptarse al estilo de vida propuesto por los libertarios. La Colonia Cecilia no dejó huellas profundas en la historia del movimiento anarquista brasileño, pero posteriormente algunos de sus ex colonos pasaron a militar en São Paulo, Paraná y Rio Grande do Sul.

## Primera República (1889-1930)
En un primer momento, parte del proletariado organizado se entusiasmó con la proclamación de la República, creyendo que ésta inauguraría una nueva era de derechos políticos y sociales. La expectativa positiva con el régimen republicano fue seguida de una gran desilusión, en la medida en que éste no atendió a los anhelos del trabajador. La mayoría de los trabajadores estaban sometidos a largas jornadas de trabajo -que llegaban a alcanzar hasta 16 horas-, con pocas posibilidades de descanso y ocio. Estos trabajadores vivían en viviendas precarias, padeciendo de problemas de transporte y de infraestructura, o, incluso, en residencias sometidas al control patronal, en el caso de las villas obreras. Ante situaciones de enfermedad, invalidez o desempleo, el trabajador que no contase con un fondo benéfico de la empresa o que no contribuía por su propia iniciativa a alguna forma de sociedad que suministra ayudas, se veía totalmente desasistido debido a la ausencia de políticas sociales.
El sistema electoral de la Primera República, con el voto abierto y el control de las elecciones por los partidos de la situación, dificultaba enormemente la participación de los trabajadores en la vida política. Parte de la fuerza que el anarquismo adquirió en Brasil de la Primera República fue consecuencia de ese ambiente de exclusión proporcionado por un modelo político oligárquico que no ofrecía canales institucionales de reivindicación social. Además de los trabajadores nacionales, en los que la proporción de ex esclavos era considerable, había un creciente número de inmigrantes proletarizados con derechos civiles, políticos y sociales muy reducidos. En esas circunstancias, había incentivos para la acción directa por parte de los trabajadores organizados políticamente. De ese modo, el sindicalismo revolucionario fue la principal concepción sindical defendida por los anarquistas y tuvo influencia en el movimiento obrero, en particular en el campo de las luchas sociales, de la organización de los trabajadores y de la agitación militante.
En general, la organización de los trabajadores fue una característica marcante de Brasil durante la Primera República, a la que los anarquistas contribuyeron. El volumen de asociaciones creadas tendía a ser particularmente visible en momentos de ascenso del movimiento obrero, cuando condiciones económicas favorables conferían un mayor poder de negociación al trabajador y los movimientos huelguistas tenían mayores posibilidades de éxito. A pesar de las recesiones económicas y de la represión, que podían conducir al cierre de las asociaciones, el trabajador estaba propenso a reconstituir y ampliar su organización en coyunturas más favorables. Las organizaciones sindicales frecuentemente formaban parte de federaciones locales o estatales. En las asociaciones de tendencia sindicalista revolucionaria, prevaleció una estructura de tipo federalista, sin la existencia de funcionarios pagados en los sindicatos y con la adopción de direcciones colegiadas y estructuras no jerárquicas.
En la Primera República, la fuerza de trabajo masculina fue determinante en el trabajo manufacturero e industrial. Sin embargo, la mano de obra femenina fue muy significativa en las ramas textil y de vestuario, llegando a ser mayoritaria en algunos lugares. De cualquier modo, el peso del trabajo femenino estuvo siempre subrepresentado en las organizaciones obreras. En ese sentido, las anarquistas brasileñas tomaron algunas iniciativas orientadas a crear uniones, ligas y sindicatos por oficios o "núcleos femeninos", como el Grupo por la Emancipación Femenina, en Río de Janeiro. Las uniones de costureras, surgidas en 1919 en Río de Janeiro y São Paulo, estuvieron entre las pocas excepciones de organizaciones sindicales organizadas y dirigidas exclusivamente por mujeres, y fueron impulsadas por anarquistas como Elvira Boni, Elisa Gonçalves de Oliveira, Aida Morales, Isabel Pelteiro y Noêmia Lopes. Las huelgas organizadas por las categorías donde la presencia femenina era determinante generalmente implicaban, además de las reivindicaciones por mejores salarios y por la reducción de la jornada de trabajo, denuncias de abusos sexuales y maltratos de maestros y contramaestres.

### Primeras asociaciones, huelgas y el Congreso Obrero de 1906
Desde el siglo XIX, existían en Brasil diversas asociaciones mutualistas, que proporcionaban ayudas para los miembros en caso de enfermedad, invalidez y desempleo, además de proporcionar el derecho a un funeral y luto. Una parte de la actividad de los militantes anarquistas durante los primeros años en el movimiento obrero consistió en transformar tales entidades mutualistas en bases sindicalistas, con objetivos más amplios, entre los cuales figuraba la jornada de ocho horas, de inmediata importancia para los trabajadores, y en promover publicaciones de la prensa obrera. A partir de 1900, surgieron diversas publicaciones anarquistas en Brasil, como O Libertário y A Terra Livre en Río de Janeiro; O Amigo do Povo, A Lanterna y La Batagglia en São Paulo; A Luta en Porto Alegre; O Despertar en Curitiba; O Regenerador en Ceará.
Con excepción de Santos, que vivió huelgas importantes en el puerto en 1891 y 1897, la mayoría de las huelgas de la última década del siglo XIX en Brasil se desarrolló en el ámbito de empresas o talleres. Los primeros años de la década de 1900 reunieron condiciones favorables a la eclosión de movimientos reivindicativos de los trabajadores. Por un lado, hubo una coyuntura económica propicia a la obtención de ganancias, con una fase de expansión de la economía iniciada en 1903; por otro lado, hubo una proliferación de organizaciones obreras dirigidas a la lucha sindical, como resultado de la acción militante en los últimos años de la década de 1890. Ya en 1901, huelgas por la reducción de la jornada de trabajo ocurrieron en São Paulo y en Río de Janeiro. En 1903, una importante huelga de la industria textil ocurrió en el Distrito Federal, entre agosto y septiembre, reuniendo también trabajadores de otras categorías. Esta paralización fue descrita, en la época, como "el más importante movimiento huelguista hasta entonces realizado en Brasil". A pesar de que las reivindicaciones no fueron atendidas, el movimiento lanzó las bases para un sindicalismo más inspirado en la acción directa en Río de Janeiro. Un mes después de la huelga fue fundada la Federación de las Asociaciones de Clase, que en 1905 dio origen a la Federación Obrera Regional Brasileña, que al año siguiente se convirtió en la Federación Obrera de Río de Janeiro (FORJ). También en 1905, fue fundada la Federación Obrera de São Paulo (FOSP) en la capital paulista.

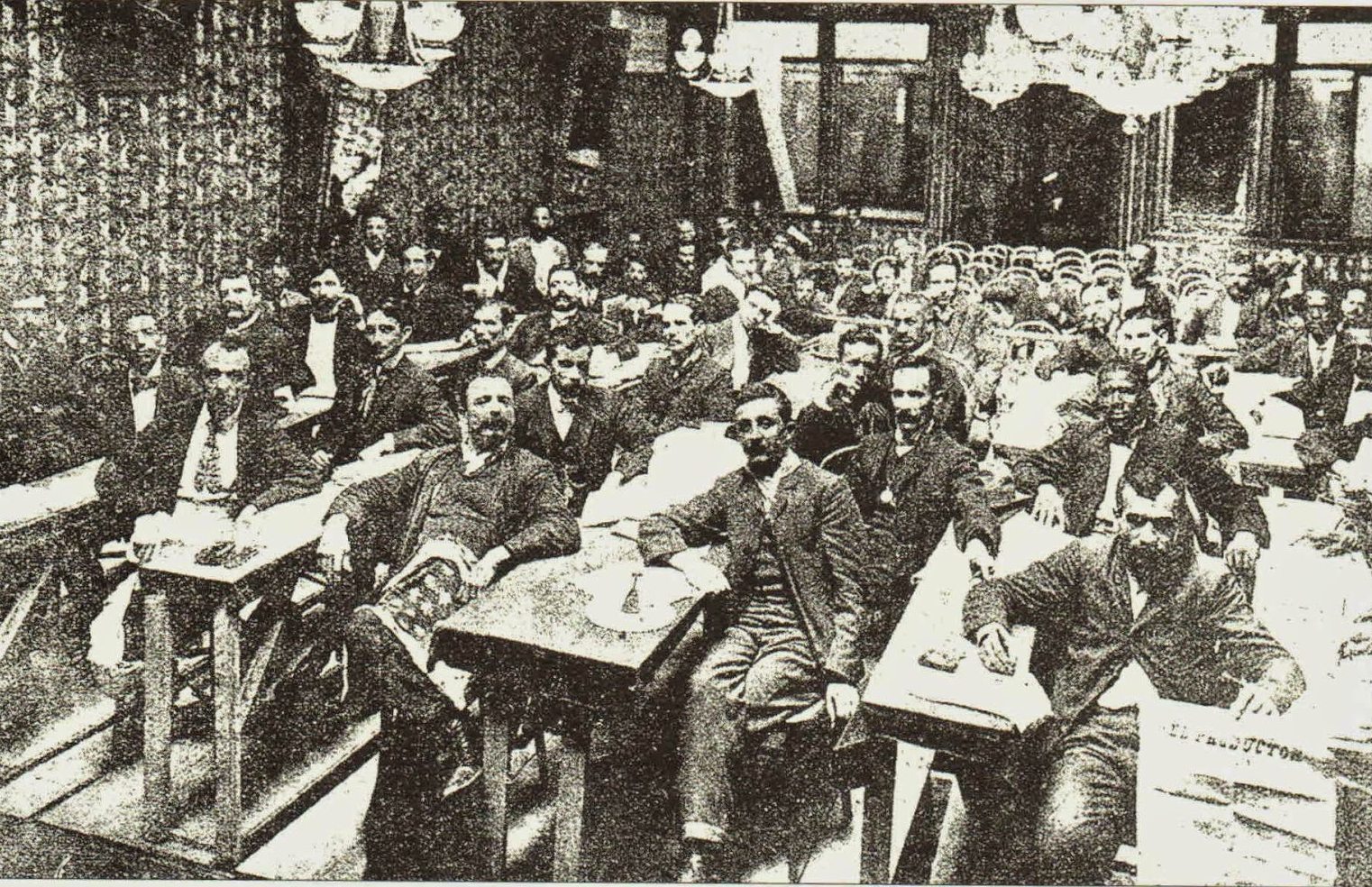
Delegados al 1º Congresso Operário Brasileiro, realizado en abril de 1906, reunidos en el Centro Galego, en Río de Janeiro.

En el contexto del ascenso del movimiento obrero se realizó el 1º Congreso Obrero Brasileño, entre el 15 y el 22 de abril de 1906, en el Centro Gallego, en Río de Janeiro. El congreso fue convocado en diciembre de 1905, y, al principio, solo podían tomar parte en el Congreso a los socialistas, "quedando prohibidos los elementos revolucionarios". Los anarquistas, sin embargo, se hicieron presentes y lograron hacer valer sus tesis. Entre los 43 delegados que asistieron, se encontraban los libertarios Edgard Leuenroth, Mota Asunción, Luiz Magrassi y Alfredo Vasques. Estos delegados representaban, en total, 28 asociaciones, la mayoría ligada a ramas industriales, y otras a categorías como estibadores, ferroviarios, trabajadores en trapiches y café, integrantes del sector de servicios. Las resoluciones aprobadas en el Congreso reflejaron la influencia del sindicalismo revolucionario entre los delegados presentes. Así, la neutralidad sindical, el federalismo, la descentralización, la acción directa y la huelga general, pautas levantas por los militantes anarquistas, pasaron a formar parte del de los principios de los sindicatos signatarios de las propuestas del Congreso. La opción por el sindicalismo revolucionario se dio por la capacidad de aglutinación y alcance de ese programa, que preveía la posibilidad de convivencia de opiniones políticas y religiosas diversas, priorizando el campo de lucha económico, por ser él más universal y de clara comprensión, como el de interés común de todos los obreros. El Congreso decidió, además, que una confederación y un periódico sindical deberían ser creados para prestar auxilio a las federaciones y dar voz al colectivo de asociaciones. Esta confederación, creada solo en 1908, fue bautizada como Confederação Operária Brasileira (COB) y su órgano de prensa oficial, A Voz do Trabalhador.
El 1° de mayo de 1906, los obreros asistieron a mítines en plazas públicas en la que se exigía la jornada de ocho horas, y los oradores homenajearon a los miles de revolucionarios rusos victimizados por el gobierno zarista. En São Paulo, se utilizó un teatro, mientras que los cariocas y paranaenses por primera vez celebraron la ocasión en plaza pública. En Santos, Oreste Ristori pronunció un discurso; Everardo Dias habló en Campinas; en Jundiaí, Edgard Leuenroth hizo una exposición sobre el 1º Congreso Obrero Brasileño.
Entre 1906 y 1907 se siguieron huelgas por la reducción de la jornada de trabajo en varias partes del país, incluso en sectores estratégicos de la economía exportadora, a ejemplo de la huelga de la Compañía Paulista de Ferrocarriles en mayo de 1906 y de la huelga de los portuarios Santos en agosto del mismo año. En el mes de octubre del mismo año, el movimiento por la reducción de la jornada de trabajo desembocó en una huelga general en Porto Alegre, en Rio Grande do Sul, terminando en conquistas parciales y en la fundación de la Federación Obrera de Rio Grande do Sul (FORGS), inicialmente dominada por los socialistas, pero que tuvo una participación relevante de los anarquistas, organizados a través de la Unión Obrera Internacional. En el año siguiente, en mayo, el movimiento ganó dimensiones significativas en el estado de São Paulo -que abarcaban, además de la capital, Santos, Ribeirão Preto y Campinas-, aglutinando trabajadores de la construcción civil, metalurgia, industria alimenticia, gráficas e industria textil, iniciando paralizaciones en torno a esa reivindicación. Este movimiento tuvo resultados desiguales, terminando con victorias en algunas empresas menores y en los casos de los trabajadores de la construcción civil y de los gráficos; con victorias parciales de los textiles; y con la derrota de los metalúrgicos de las grandes empresas.
Como resultado de la agitación huelguista, en 1907, el poder ejecutivo del gobierno federal sancionó el Decreto 1.637, que exigía a los sindicatos depositar al día sus estatutos en el registro civil acompañados de una lista de nombres de los miembros de la dirección, solo pudiendo formar parte de la misma brasileños natos o ciudadanos naturalizados y residentes en el país desde hace más de cinco años. Si bien se crearon "bajo el espíritu de la armonía entre patrones y obreros", los sindicatos eran considerados representantes legales de la clase de los trabajadores y podían adquirir bienes muebles e inmuebles, así como establecer fondos de asistencia para sus miembros. En el mismo año, también se aprobó la Ley Adolfo Gordo, que regularizaba la expulsión de los extranjeros que comprometían "la seguridad nacional o la tranquilidad pública", alcanzando en particular militantes anarquistas. Las prerrogativas de esta ley fueron ampliamente utilizadas, sobre todo en su primer año de vigencia, cuando, de acuerdo con las estadísticas oficiales, se expidieron 132 órdenes de expulsión.

### La Confederação Operária Brasileira (COB) y el Congreso Obrero de 1913

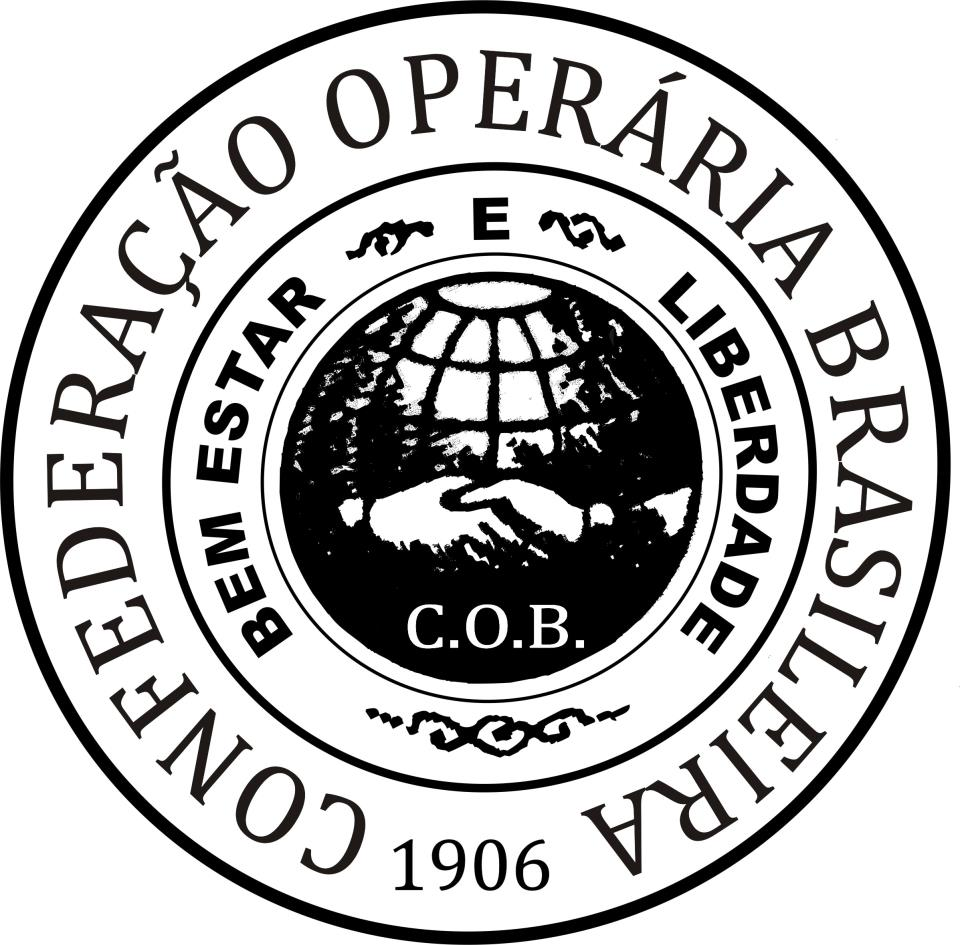
Logotipo de la Confederação Operária Brasileira.

En marzo de 1908, en Río de Janeiro, dos años después de la realización del 1º Congreso Obrero Brasileño, se fundó la Confederación Obrera Brasileña (COB), que se proponía representar alrededor de 50 asociaciones obreras. De acuerdo con su constitución, la COB pasó a publicar en Río el periódico A Voz do Trabalhador, cuyo primer número apareció a principios de año. A partir de 1908, hubo un declive en la actividad huelguista, en el contexto de una represión creciente y del deterioro de la economía con el fin del ciclo de crecimiento. En consecuencia, una primera fase de la COB solo duró hasta diciembre de 1909, cuando salió el vigésimo primer número de A Voz do Trabalhador, que luego cerró las puertas. Sin embargo, la COB promovió, en ese período, una serie de comicios contra una propalada guerra entre Brasil y Argentina y contra la ejecución del educador anarquista Francisco Ferrer por el gobierno español. La última huelga importante del período ocurrió en enero de 1909, involucrando a los ferrocarriles de Great Western en Pernambuco, Paraíba, Río Grande do Norte y Alagoas, y reclamando mejoras salariales. El movimiento fue encerrado después de doce días, con la promesa del gobernador de Pernambuco, Herculano Bandeira, de intervenir junto a la compañía en favor de las reivindicaciones de los huelguistas.
La elección del mariscal Hermes da Fonseca, en 1910, trajo algunas novedades al cuadro político tradicional ya las relaciones entre Estado y movimiento obrero. Fue el primer candidato a la presidencia a mencionar en su plataforma la existencia de un problema obrero a ser resuelto. Durante su gobierno, buscó diálogo con los cooperativistas, incorporando al líder reformista Sarandy Raposo, fundador de la Confederação Sindicalista Cooperativista Brasileira (CSCB), en la Oficina de Propaganda de los Sindicatos y Cooperativas del Ministerio de Agricultura, además de haber iniciado un programa de construcción de pueblos proletarios, interrumpido en 1914. Pero Hermes da Fonseca también apoyó un endurecimiento de la Ley Adolfo Gordo.

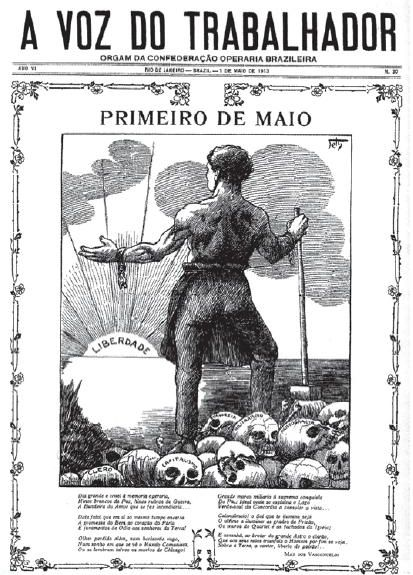
Edición de A Voz do Trabalhador de 1º de mayo de 1913.

En agosto de 1912, algunos sindicatos comenzaron una nueva ola de huelgas que perduraría hasta la recesión económica de 1914. En sus primeros meses, los obreros obtuvieron una serie de victorias, como fue el caso del aumento salarial concedido a los zapateros de Río de Janeiro. En varias ocasiones los huelguistas acordaron regresar al trabajo, bajo la promesa de los patrones de atender parcialmente a sus reivindicaciones. La más importante de estas huelgas ocurrió en Minas Gerais, en Juiz de Fora, donde, en el mes de agosto, varias categorías paralizaron sus actividades y el movimiento asumió las dimensiones de una huelga general. Además de las huelgas por la reducción de la jornada de trabajo, entre 1912 y 1913 ocurrieron diversas manifestaciones contra las expulsiones de extranjeros y campañas contra la carestía de vida. El nuevo ascenso del movimiento obrero trajo reacciones por parte de las autoridades, con la intensificación de la represión y un intento de ampliar y hacer más rigurosos los términos de la Ley Adolfo Gordo. Por otro lado, la colaboración de Hermes da Fonseca con los cooperativistas posibilitó la realización, en noviembre de 1912, del llamado Cuarto Congreso Obrero Brasileño, en la sede del Senado Federal y con el apoyo del diputado federal Mário Hermes.Oliveira, 2018b, p. 219 Tal congreso, excluyendo las tendencias revolucionarias, tenía como objetivo la creación de un Partido Obrero y de una nueva central, la Confederación Brasileña del Trabajo (CBT). Las resoluciones de ese congreso, sin embargo, no fueron mucho más allá de la publicación de un opúsculo, teniendo poco o ningún resultado práctico en términos de articulación nacional, de construcción de una nueva central o partido obrero. Por el contrario, la divulgación de sus preparativos motivó a los anarquistas a fomentar una rearticulación junto al movimiento sindical y la definición de nuevos rumbos para combatir a los cooperativistas. La FORJ, prácticamente inactiva desde 1910, fue revigorizada por una reunión de varios líderes sindicalistas en mayo de 1912 y, a principios de octubre, reunió a líderes obreros de Río de Janeiro con el propósito de reactivar la COB, preparando una Comisión Reorganizadora. La Comisión declaró, en enero de 1913, la reconstitución de la COB, cuya dirección incluía a Rosendo dos Santos, secretario general, y Juan Leuenroth, hermano de Edgard, tesorero. El periódico A Voz do Trabalhador también fue reactivado. Correspondió a la COB la organización de una campaña contra la ley de expulsión, que, además de promover manifestaciones en varias ciudades del Brasil, desencadenó una campaña en Portugal, España e Italia, para desalentar la emigración a Brasil. A finales de 1912, la Comisión Reorganizadora de la COB envió a las asociaciones obreras circulares en las que les pedía el nombramiento de delegados para el 2º Congresso Operário Brasileiro, a ser instalado en Río de Janeiro.

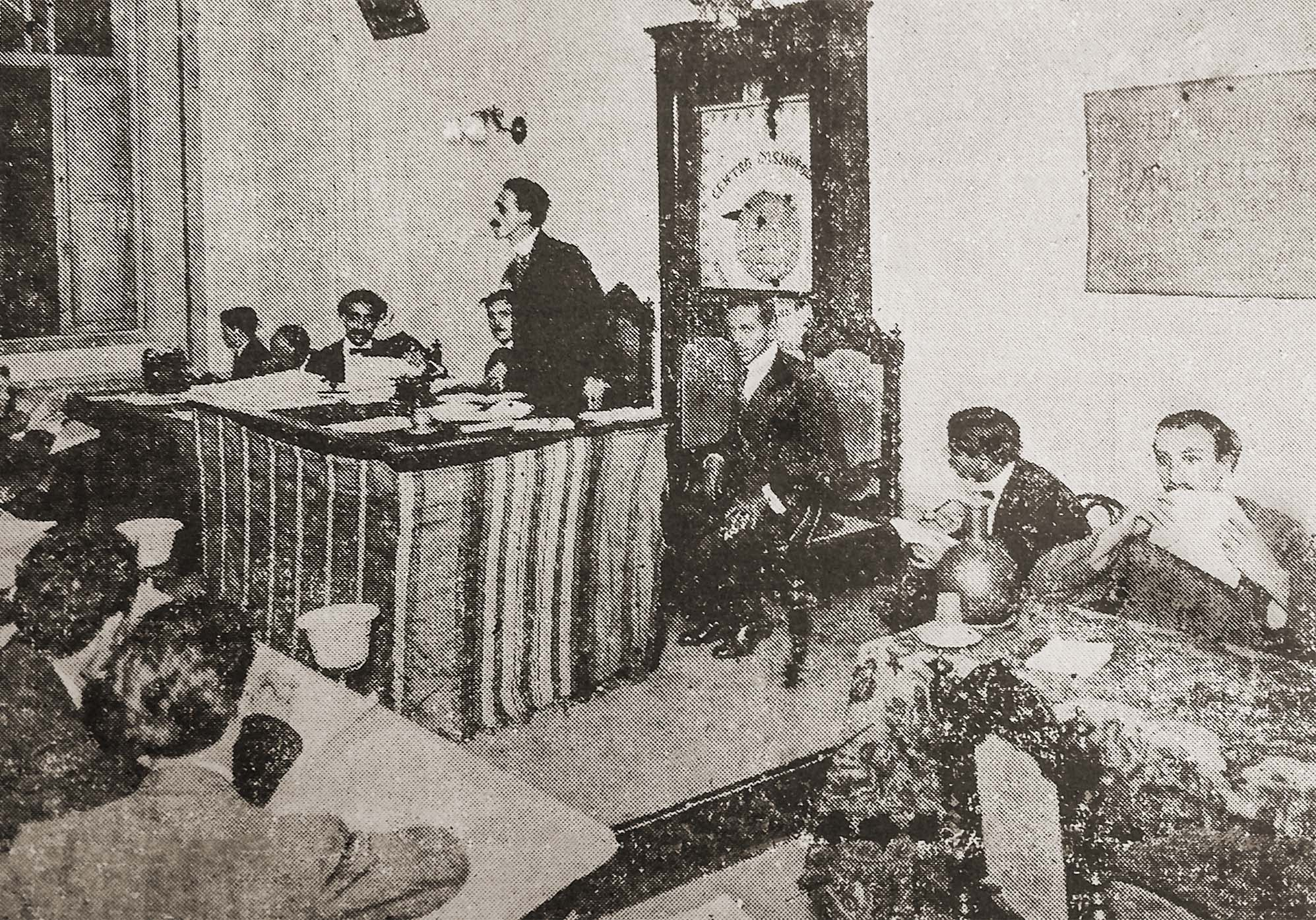
Sesión de cierre del 2º Congresso Operário Brasileiro, realizado en el Centro Cosmopolita en 1913.

El 2º Congresso Operário Brasileiro se celebró en Río de Janeiro, durante la segunda semana de septiembre, en la sede del Centro Cosmopolita, sindicato de los empleados en hoteles, cafés, restaurantes y similares. 117 delegados representaron dos federaciones estatales, cinco federaciones municipales, 52 sindicatos, sociedades, ligas y cuatro periódicos. El Congreso decidió que las asociaciones cooperativistas que no concordar con los métodos de acción directa no deberían ser admitidas en el sistema federativo de la COB. Dentro de ese sistema, los sindicatos deberían organizarse por industria u oficio. Para su constitución, el sindicato debería contar con un número no inferior a 25 miembros. En los lugares donde no existía esta cantidad suficiente de miembros por industria o por oficio, se recomendaba la formación de sindicatos de oficios varios, abarcando trabajadores braes e intelectuales. Una moción presentada por la Federación Obrera Local de Santos (FOLS) que encaminaba la adopción de la propaganda anarquista en el interior de los sindicatos asociados a la COB tomó buena parte del congreso, siendo contestada por diversos militantes. Joaquim Santos Barboza, de la FORJ, apuntó que el anarquismo debería ser aceptado y jamás impuesto, pues, de lo contrario, no sería anarquismo. La mayoría de los presentes deliberó entonces por refrendar los principios de 1906, basados en la acción directa contra el capitalismo, la libertad de asociación, el federalismo y la neutralidad religiosa y política de los sindicatos. Una moción complementaria del también anarquista José Borobio intentó contemplar las quejas de sus compañeros santistas, procurando dejar más claro que, dentro de los sindicatos, era posible y deseable una "amplia exposición y discusión de todas las ideas políticas y filosóficas" entre sus afiliados. Esta polémica había sido precedida por un debate realizado en las páginas de A Voz do Trabalhador entre Neno Vasco y João Crispim poco antes de la celebración del congreso. Mientras que el primero defendía la neutralidad sindical como un medio de agregar el mayor número posible de trabajadores, el segundo defendía que, para el sindicato asumir un carácter verdaderamente combativo, debería declararse abiertamente anarquista.
El período que precedió al Congreso y que lo siguió inmediatamente a su realización, aliados al proceso de movilización de diversas categorías obreras con el aumento de la actividad económica, dieron un fuerte estímulo a la expansión de las asociaciones de resistencia, incluyendo donde éstas aún no se hacían presente. En 1908, los anarquistas bahianos fundaron la Federación Obrera de Bahía y la Unión Obrera Alagoana se adhirió a la COB. A principios de noviembre de 1913, en Alagoas, estallaron en Cachoeira y Río Largo huelgas de obreros tejedores, que se extendieron hasta mediados del mes siguiente. En junio de 1914, en Pará, hubo huelgas de los camioneros y obreros de la construcción, lo que resulta en la deportación sin juicio de muchos sindicalistas portugueses, entre ellos el anarquista gallego Antonio Domínguez. En el mismo año, en Manaus, hubo sucesivas huelgas portuarias, y los anarquistas organizaron la Federación del Trabajo en el Amazonas, afiliada a la COB desde la fundación. La COB aún envió delegados a los estados en que la organización obrera se encontraba a un nivel críticamente bajo, de modo que José Elias da Silva fue enviado a Pernambuco, donde logró transformar la mayoría de las asociaciones cooperativistas en sindicatos de lucha por el aumento salarial y por la jornada de ocho horas de trabajo, además de fundar la Federación de Resistencia de los Trabajadores Pernambucanos, en 1914. Sin embargo, la reanudación de la actividad industrial mostró aliento corto, y el ciclo de crisis económica se reanudó con la disminución de la producción y el consiguiente aumento del desempleo, empeorando con la eclosión de la Primera Guerra Mundial en agosto de 1914.
Con el estallido de la guerra, los anarquistas pasaron a involucrarse en la lucha antimilitarista. En marzo de 1915, FORJ creó una Comisión Popular de Agitación contra la guerra. En São Paulo, los líderes obreros y los directores de los periódicos proletarios organizaron una Comisión Internacional contra la guerra. Las anarquistas del Centro Femenino de Jóvenes Idealistas, dirigidas por Emma Mennocchi, lanzaron un Comité de Agitación contra el Servicio Militar Obligatorio, compuesto por María Antonia Soares, Sofía Loise, Encarnación Mejias y Esperanza Maestre, y publicaron un manifiesto a las madres de Brasil, que "después de exponerse los males que derivan de esa ley, se hará un llamamiento a los sentimientos maternales para que vengan con vosotros a impedir que tal ley permanezca." En octubre de 1915, la COB convocó para Río de Janeiro un Congreso Internacional de la Paz, en el que participaron dos delegados de gremios libertarios de Argentina, además de los representantes de cinco estados brasileños y del Distrito Federal. Tal evento tuvo como resultado práctico la creación del Comité de Relaciones Internacionales con el fin de organizar una confederación sudamericana de entidades sindicales para una futura afiliación a la Asociación Internacional de los Trabajadores. En el mismo mes y año, y con puntos de discusión similares, los anarquistas, aprovechando la presencia de los militantes en el Distrito Federal, dieron inicio al Congreso anarquista sudamericano, que buscó definir las estrategias comunes para libertarios en el continente, cuyas deliberaciones no se distanciaron mucho de aquellas realizadas en los congresos obreros.

### Ola huelguista de 1917-1919 y el Congreso Obrero de 1920
La prolongación de la guerra en Europa contribuyó a propiciar, en 1916, una recuperación de la producción industrial. En la medida en que los productos importados dejaban de llegar a los puertos brasileños, las industrias nacionales volvieron a emplear trabajadores para atender al crecimiento de la demanda. Sin embargo, hubo un considerable aumento del coste de la vida, teniendo en cuenta que varios productos se exportan a los países en conflicto. En 1915, los precios del arroz, del azúcar y del maíz tuvieron aumentos expresivos; al año siguiente, subieron los precios al por mayor de diversos productos, como el frijol y la harina de mandioca; y el trigo se hizo escaso y caro. Los salarios, sin embargo, permanecieron en los mismos niveles de los años anteriores a la guerra. Los precios de los alimentos siguieron subiendo durante los seis primeros meses de 1917. Los artículos de primera necesidad tienden a costar del 20% al 150% más caro que el año anterior. La coyuntura favorable a la satisfacción de reivindicaciones en virtud de la reanudación de la actividad industrial condujo al movimiento obrero a un acelerado proceso de reorganización en las sociedades de resistencia desarticuladas durante la crisis, resultando en una ola huelguística a partir de 1917.
En enero de 1917, FORJ promovió un Comité Central de Agitación y Propaganda contra la Carestía y el Aumento de Impuestos. El aumento del costo de vida fue el tema de los discursos del 1° de mayo de aquel año. En Río de Janeiro, un orador tomó la palabra para proferir un discurso violento, donde decía que el hambre estaba llamando a las puertas del obrero y que era necesario que "el pueblo actuara con energía, dirigiéndose a los almacenes donde se apilan y se acumulan los géneros que faltan en el hogar del obrero". En el mismo mes, irrumpieron varias huelgas en la industria textil, después de una amenaza de dimisión en masa en la fábrica de tejidos Corcovado. El Jefe de Policía, Aurelino de Araújo Leal, informado de que los oradores, en los comicios, aconsejaban depredaciones y ataques a la propia policía, lanzó una enérgica circular prohibiendo los comicios obreros. El 11 de mayo, más de 2500 personas, desatendiendo la orden del jefe de policía, se desplazaron hacia la fábrica de tejidos Corcovado, donde se produjeron violentos enfrentamientos con la policía. La FORJ nombró a João Gonçalves da Silva para encabezar una delegación de tres personas para tener audiencia con el entonces presidente de la República, Venceslao Brás. Al llegar al palacio del Catete, fueron informados de que el presidente, si bien siempre estaba listo para recibir "desde el más humilde al más poderoso", no podría recibir una delegación de que formara parte "un agitador dominado por influencias anarquistas". Después de la negativa presidencial, João Gonçalves y la FORJ, que se mantuvo en sesión permanente durante los acontecimientos, declararon que los obreros no se consideraban humildes.
Las principales agitaciones obreras de 1917 ocurrieron en la ciudad de San Pablo. El 10 de junio, los tejedores del Cotonificio Rodolfo Crespi, de propiedad del comendador Rodolfo Crespi, situado en el barrio industrial de Mooca, en la capital paulista, pidieron un aumento salarial. La reivindicación fue rechazada y, así, los obreros de la empresa entraron en huelga. Se sumaron a los trabajadores del cotonificio otros obreros de los barrios de Mooca, Brás y Cambuci. En julio, una brecha se abrió en el callejón sin salida, cuando los obreros de la fábrica de tejidos de la firma Nami Jafet, en el barrio de Cambuci, acordaron regresar al empleo, después de recibir un aumento salarial para la jornada nocturna. Sin embargo, el día 9, una manifestación duramente reprimida por la Fuerza Pública de São Paulo resultó en la muerte del zapatero anarquista José Martínez, en la prisión de varios militantes y en el cierre de la Liga Obrera de Mooca, y sirvió de mecha para la generalización del movimiento. El mismo día, se creó el Comité de Defensa Proletaria, con el objetivo de orientar la huelga, formada por los militantes Gigi Damiani, del periódico libertario Guerra Sociale, Teodoro Monicelli, de la hoja socialista Avanti!, y Edgard Leuenroth, secretario del Comité y que había iniciado el 8 de junio la publicación del semanario A Plebe, que se convertiría en uno de los más importantes periódicos anarquistas brasileños.

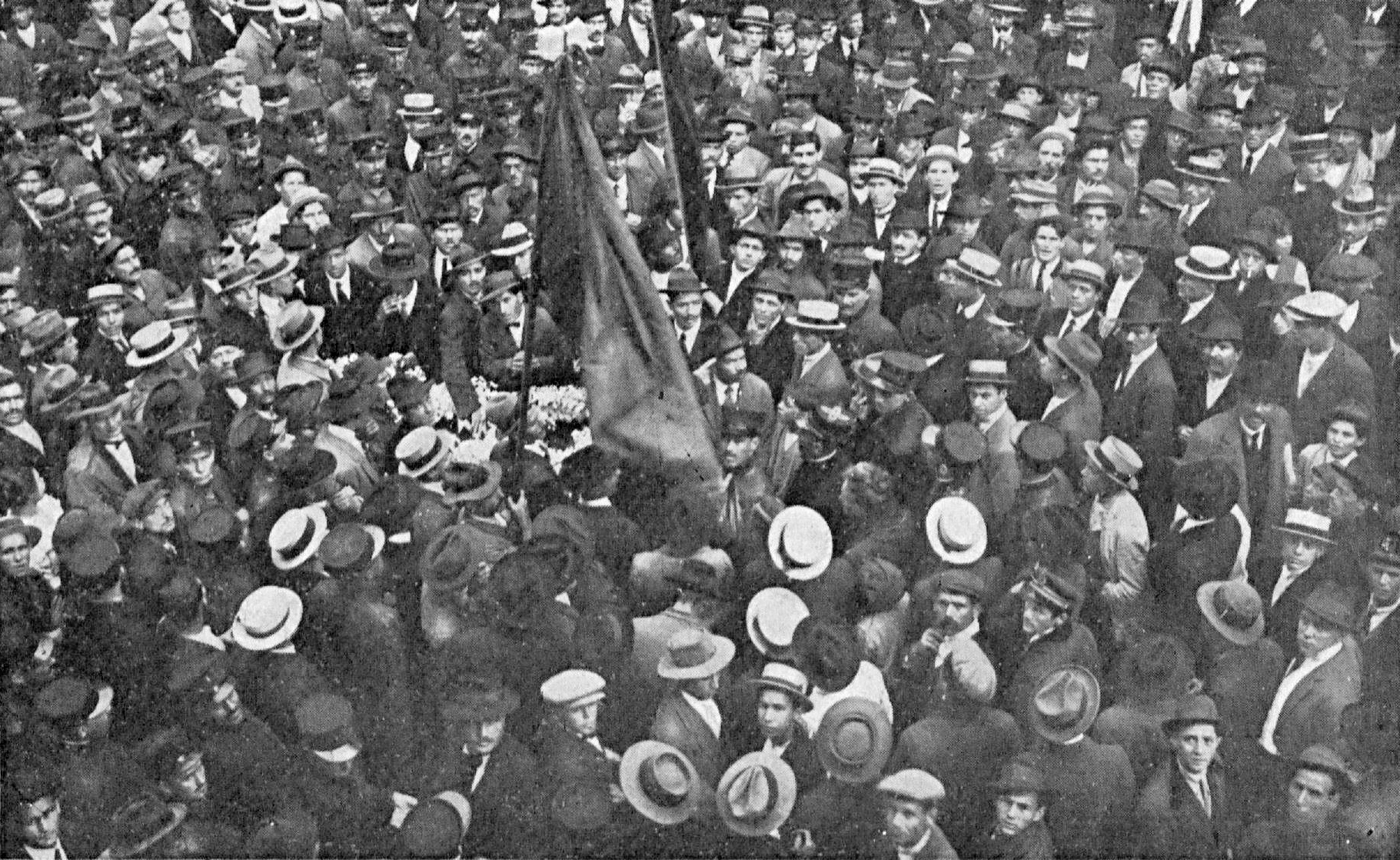
Funeral del zapatero anarquista José Martínez, en el cementerio de Araçá. Su muerte fue la mecha que encendió la huelga general de 1917.

Con la confirmación de la muerte de Martínez el 10 de julio, aproximadamente 10 mil personas acompañaron su funeral al día siguiente, siguiendo al centro de la ciudad. Al llegar, la policía bloqueó el acceso al frente del palacio del Gobierno y al cuartel central de la policía. La multitud, forzada a pasar por otras avenidas, se detuvo en la calle 15 de noviembre para clamar por la libertad de los obreros presos. De vuelta al cementerio, parte de la multitud se dirigió a la Plaza de Sé, allí permaneciendo para oír una serie de discursos sobre la situación de la clase obrera. Decidió luego el envío de una delegación al encuentro de Tirso Martins, Jefe de Policía de San Pablo, para exigir la reapertura de la Liga Obrera de la Mooca y la liberación de los obreros presos; la otra parte de la multitud, menos pacífica, recorrió las calles de los barrios de Brás, Mooca y Cambuci y, a través de la persuasión o de la violencia, logró la adhesión de más trabajadores, cerrando los establecimientos que se mantenían en actividad, incluso la fábrica de Nami Jafet, que cedió días antes a las exigencias de sus obreros.
Se calcula que por el día 12 de julio el número de huelguistas en la ciudad de São Paulo se elevó de 15 a 20 mil obreros con la adhesión de choferes y del personal de la Compañía Light & Power de la Cia del Gas y de la mayor parte de las pequeñas fábricas y talleres de la ciudad. Los asaltos a los tranvías de Light & Power la llevaron a suspender el tráfico de sus vehículos, al tiempo que el gran número de depredaciones obligaron al cierre del comercio. El 13 de julio, Tirso Martins distribuyó dos boletines, el primero prohibiendo reuniones en las plazas y en las calles; el segundo aconsejando al pueblo a no salir de sus casas por la noche, haciendo saber que "la policía está actuando con toda la energía contra los desorientados contumazes y contra los anarquistas que desde hace días vienen atentando contra el orden público". El secretario de Justicia Elói Chaves, presidiendo el día 12 una reunión de los industriales paulistas, oyó a Rodolfo Crespi acordar conceder a sus obreros un aumento salarial, seguido por otros industriales al día siguiente. En aquel momento, el Comité de Defensa Proletaria ya había preparado una lista de 11 reivindicaciones comunes. Una multitud obrera, reunida en el antiguo hipódromo de Mooca, decidió que el movimiento huelguista solo terminaría cuando tales reivindicaciones fueran atendidas. Entre ellas, constaban: aumento salarial; jornada de ocho horas, con aumento de remuneración para todo trabajo extraordinario; garantía del "trabajo permanente"; abolición del trabajo nocturno para las mujeres y menores de 18 años; y la abolición del trabajo en las fábricas a los menos de 14 años. El día 14, por intermedio de un comité de periodistas reunidos en la sede de  O Estado de São Paulo, el Comité de Defensa Proletaria negoció con el patronato y con el gobierno del estado la pauta de reivindicaciones. Los industriales mantuvieron su concordancia en conceder aumentos salariales; se dispuso a respetar el derecho de los obreros de formar asociaciones, a no dispensar a ningún empleado por tomar parte en la huelga, ya "mejorar las condiciones morales, materiales y económicas de la fuerza de trabajo de San Pablo. Los delegados del Comité de Defensa Proletaria resolvieron aceptar las concesiones de los industriales, siempre que el gobierno las "secundara" con ciertas medidas consideradas indispensables, como la liberación de los obreros presos durante la huelga y el reconocimiento del derecho de reunión.
La huelga general de São Paulo tuvo repercusiones en el movimiento obrero en el interior del Estado y en el resto del país. En el Distrito Federal, el movimiento huelguista de julio de 1917, desencadenado tras el término de la huelga paulista, reunió a carpinteros, zapateros, metalúrgicos, panaderos, trabajadores de la construcción civil, textiles, sastres y sombrereros. Por resistencia de sindicalistas reformistas que colaboraban con el gobierno, no fue posible el estallido de una huelga general, ni formar una comisión para gestionar algún tipo de paralización, aunque varias categorías estuvieran paralizadas. Estas categorías huelgas, entonces, se desmovilizaban en la medida en que conseguían algún resultado.

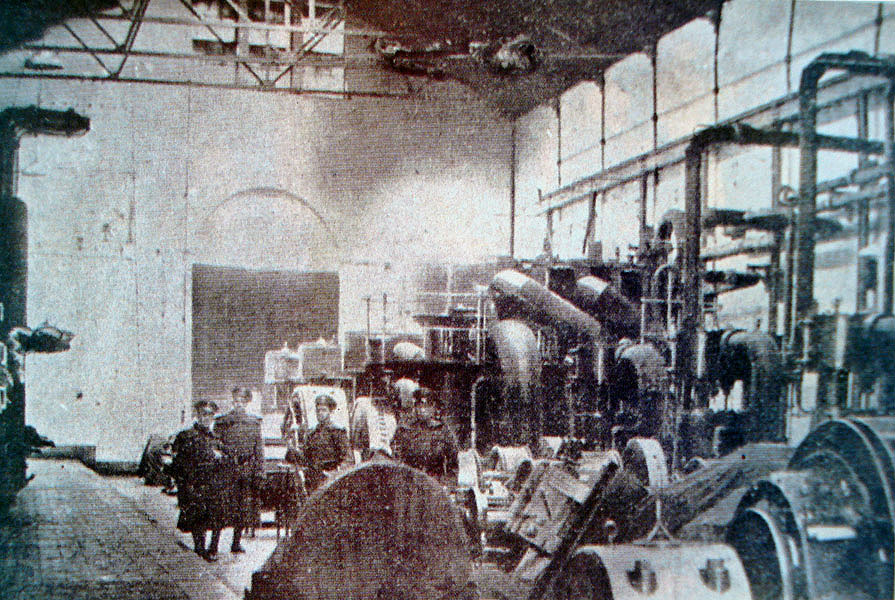
Fábrica custodiada por milicia del gobierno durante la huelga de 1917 en Porto Alegre.

En Río Grande do Sul, fueron desencadenados movimientos significativos en Porto Alegre y en Pelotas. En la capital gaúcha, la huelga general estalló entre finales de julio y principios de agosto. A ejemplo de lo que ocurrió en la capital paulista, se formó una Liga de Defensa Popular, compuesta por anarquistas experimentados en la lucha sindical, como Cecílio Villar y Zenon de Almeida, y por algunos líderes emergentes, como Abilio de Nequete. La Liga lanzó un manifiesto al pueblo ya los trabajadores, con una pauta de reivindicaciones específicas, como el aumento de los salarios de los obreros, y generales para toda la población, como la disminución en el precio de los alimentos, los pasajes de tranvía y la instalación de mercados libres en los barrios obreros. Los operarios porto-alegrenses promovieron una movilización masiva que paralizó la ciudad entre el 31 de julio al 4 de agosto de 1917, cuando Borges de Medeiros recibió una comisión de la Liga en el Palacio del Gobierno, comprometiéndose a adoptar medidas para controlar los precios de los alimentos y, aumentar el sueldo de los obreros al servicio del estado, en lo que esperaba ser seguido por los empresarios. En Pelotas, la paralización ocurrió entre los días 9 y 17 de agosto, y hubo la formación de una Comisión de Defensa Popular. La ocurrencia de conflictos durante la huelga hizo que el gobierno estatal enviara al Jefe de Policía para mediar el conflicto, y la paralización se cerró con un saldo positivo para los obreros.
Otra paralización importante ocurrió en Recife, a partir del 14 de agosto, cuando se presentó una serie de reivindicaciones en un mitin convocado por el Sindicato de Oficios Varios (SOV). Entre las reivindicaciones se encontraban solicitadas por el establecimiento de la jornada de 8 horas, la equiparación de los salarios entre hombres y mujeres, medidas de higiene en los lugares de trabajo, la disminución de los alquileres, los precios de los productos alimenticios y las tasas de transporte terrestres y río. La huelga se extendió, incluso por la acción de la comisión de huelga creada a partir de las reuniones del SOV, que eran coordinadas por militantes vinculados al sindicalismo revolucionario. El gobierno estatal, en la persona del presidente Manoel Borba, criticó duramente el movimiento, provocando un recrudecimiento de la persecución policial. En esta coyuntura y con la prisión de varios líderes, el Jefe de Policía inició negociaciones con la Confederación Obrera de Pernambuco (COP), adepta de un sindicalismo reformista y aliada al gobierno. Como mediador del conflicto, entró en escena el Congreso Académico, representante de los estudiantes de la Facultad de Derecho de Recife. El resultado de estas negociaciones fue el cierre de la huelga, sin ganancias para los obreros, el 15 de septiembre.
En el mismo período, también se verificaron huelgas en el Paraná, en Bahía y en Pará. En Paraná, los anarquistas de Curitiba hicieron uso de explosivos durante las huelgas, llegando a impedir el abastecimiento de la ciudad, derribando postes telefónicos y controlando los accesos al centro urbano. Aunque el movimiento fue parcialmente victorioso, muchos trabajadores involucrados en la huelga fueron arrestados o deportados. La segunda mitad de 1917 fue marcada por una ola represiva, especialmente en São Paulo y en Río de Janeiro, donde varias asociaciones obreras fueron cerradas. La entrada de Brasil en la guerra, en octubre, restringió aún más el espacio de acción del movimiento obrero. Con la proscripción de la FORJ, cerrada por la policía en agosto de 1917, surgió la Unión General de los Trabajadores de Río de Janeiro (UGT). Esta Unión, un intento claro de reagrupar a los sindicatos de resistencia, contaría con la adhesión inmediata de 13 entidades clasistas. En agosto, a pesar de la represión, una huelga en la Compañía Cantareira y Viação Fluminense, que operaba en la travesía de la Bahía de Guanabara entre Río de Janeiro y Niterói, asumió contornos de insurrección. La radicalización de la huelga ocasionó un enfrentamiento entre los huelguistas, apoyados por ciudadanos, y la policía. El hecho acabó por sensibilizar a sectores del ejército en favor de los huelguistas, y el 58.º Batallón de Cazadores se involucró en la lucha junto a los trabajadores. El 9 de agosto, los obreros en carril de Cantareira propusieron el fin de la huelga, siempre que se les concediera a los trabajadores marítimos de la misma compañía un aumento salarial. La empresa rechazó el pedido, pero aun así los huelguistas volvieron al trabajo.
En 1918 hubo un cierto enfriamiento de los movimientos huelguistas, pero prosiguieron huelgas localizadas y, sobre todo, el esfuerzo de ampliación y consolidación de las organizaciones obreras iniciadas el año anterior. La represión y el impacto de la Revolución rusa trajeron a los militantes nuevas cuestiones acerca de las acciones a ser empleadas para hacer avanzar la intensidad que las movilizaciones del año anterior alcanzaron. En ese sentido, los anarquistas de Río de Janeiro formaron, aún en aquel año, la Alianza Anarquista, "un órgano de unión, de entendimiento, de alianza de todos los anarquistas de Río de Janeiro, formados en grupos o no" Esta organización fue responsable de una serie de articulaciones para promover una insurrección con el apoyo del ejército y de categorías de trabajadores de la ciudad de Río de Janeiro. José Oiticica pasó a promover encuentros en su casa con la participación de figuras importantes del movimiento libertario carioca y de militantes oriundos de otros estados como Manuel Campos, Agripino Nazaré, José Elias da Silva, João da Costa Pimenta, Álvaro Palmeira y Astrojildo Pereira. En estas reuniones, Oiticica afirmaba que era necesario instaurar un gobierno popular, como se había hecho en Rusia. Los planes insurreccionales fueron frustrados cuando Ricardo Correia Perpétuo, miembro del consejo encargado de distribuir boletines sediciosos entre los soldados acuartelados en la Villa Militar, invitó al teniente del Ejército Jorge Elias Ajus para participar del movimiento, ya que éste se mostraba a favor de la implantación en el país Brasil de una forma de gobierno "enteramente popular". Sin embargo, Ajus era un espía, y él informó todos los detalles de la conspiración a las autoridades. El objetivo era llevar un gran contingente de trabajadores para el Campo de San Cristóbal y esperar la llegada de los soldados que se solidarizaran con los obreros; en el momento en que esto ocurriera, los trabajadores podrían tomar el Arsenal de Guerra, dinamitar las torres de energía de la Capital Federal y encaminarse hacia el Palacio del Catete, donde depondrían al Presidente y proclamar una república soviética. El 18 de noviembre, la huelga fue deflagrada y unos 400 obreros se dirigieron al Campo de San Cristóbal, pero el movimiento no contó con el apoyo de los militares, resultando en un violento enfrentamiento entre el ejército y los trabajadores. Los principales líderes del movimiento fueron arrestados mientras estaban reunidos en la casa de José Oiticica, el principal líder del levantamiento en la Capital. Algunos permanecieron presos, como Astrogildo Pereira, otros fueron exiliados en regiones distantes del interior de Brasil, como José Oiticica.

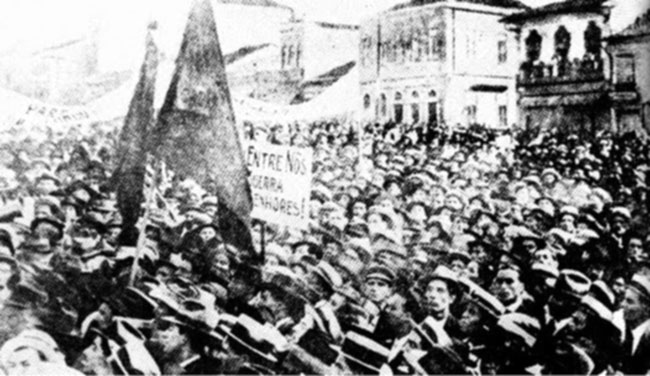
Obreros concentrados en Praça da Sé, en São Paulo, durante la manifestación de 1 de mayo en 1919.

En 1919, hubo una reanudación del movimiento huelguista, esta vez, enfrentando un patronato organizado en entidades de clase y mejor articulado con la represión. El 1° de mayo de ese año se registraron en Río de Janeiro y en São Paulo manifestaciones en favor de los soviets rusos y de las revoluciones en curso en Hungría y Alemania. En la Capital Federal, la manifestación contó con cerca de 60 mil personas que, además de saludar a dichas revoluciones, organizaron paralizaciones para presionar a los patrones por la jornada de 8 horas. En San Pablo, poco después de las celebraciones, estalló una huelga general, iniciada en la fábrica Matarazzo, donde un obrero acusó al maestro general de perseguirlo por haber dado un discurso el 1° de mayo. Después de un áspero golpe, el obrero fue despedido. Muchos de sus colegas dejaron el empleo y salieron por las calles incitando a los empleados de otras fábricas a seguir el ejemplo. Al final del día, cerca de 10 mil obreros estaban en huelga, y las reivindicaciones pasaron a ser formuladas. Una vez más la jornada de ocho horas se ha convertido en una de las exigencias principales, acompañada de otras como el descanso semanal, la igualdad de salarios entre hombres y mujeres, el reconocimiento del derecho de organización y expresión de los trabajadores y la disminución de los precios de los géneros de primera necesidad. Con el paso de los días, la mayor parte de los obreros de la industria se adhirieron al movimiento, estimándose en 20 mil el número de huelguistas el 4 de mayo. En su edición del 10 de mayo, el periódico A Plebe apuntó la huelga como un movimiento espontáneo y que no debería atribuirse a los discursos del 1° de mayo. Incluso con fuerte represión, el movimiento prosiguió hasta la obtención de acuerdos favorables, con la conquista de la jornada de ocho horas en la mayoría de las fábricas. También en Río de Janeiro ocurrieron varias huelgas en el primer semestre de 1919, iniciadas por los marinos, exigiendo aumento salarial y la jornada de ocho horas. El 18 de mayo se calculaba en 10 mil el número de obreros ausentes de sus empleos. Pero la mayoría se mantuvo en huelga por poco tiempo, porque los empleadores, en general, se mostraron dispuestos a conceder la jornada de ocho horas sin reducción de salarios, aunque focos huelguistas se habían extendido hasta julio.
Otros movimientos generalizados de huelga fueron desencadenados en Salvador, en Recife y en Porto Alegre. La huelga de Salvador, declarada a principios de junio de 1919 por los obreros en tejidos y en construcción, se extendió en pocos días, paralizando la ciudad. Después de cinco días de huelga, los obreros baianos conquistaron un acuerdo que le concedía la jornada de ocho horas sin reducción de los salarios; las tablas de categorías fueron recalculadas a base de 20% más. La acción moderada de la policía, uno de los rasgos de la huelga general en Salvador, también se hizo notar como característica de la huelga general de Recife. Ya en Porto Alegre, la huelga adquirió un carácter más violento. Iniciado por los trabajadores de la Compañía Light & Power el 4 de septiembre, el movimiento pronto contó con la adhesión de los panaderos, carceleros y trabajadores de la compañía telefónica. El día 6, una bomba fue lanzada contra la Compañía, que operaba por intermedio de un maquinista y tres cohetes de la Marina de Guerra. La policía prohibió la celebración de un comicio planeado por los huelguistas para el día siguiente, en la Plaza de Montevideo. Sin embargo, el abogado de FORGS consultó a la Constitución Federal y juzgó legal el mitin. Cuando el número de los presentes se elevaba a unos 500, irrumpió un conflicto entre los huelguistas y la brigada militar. Los huelguistas buscaron refugio dondequiera que hubiera puertas abiertas. Algunos de los que ya estaban en seguridad cerraron una puerta, apresuradamente, a un obrero. Los soldados lo mataron con una descarga de disparos. El día 8, tropas de la brigada militar, bajo las órdenes del gobernador, invadieron las sedes de la FORGS, del Sindicato de los Obreros de la Luz y de la Unión Metalúrgica; sus dirigentes fueron encarcelados y alrededor del día 11 la huelga llegaba a su fin, con el restablecimiento de los servicios ofrecidos por la Compañía Light & Power.
En el mismo año, los anarquistas, aún bajo el impacto de la Revolución Rusa, fundaron un Partido Comunista de inspiración libertaria, creyendo en la necesidad de formar un núcleo político que pudiera encaminar, más claramente, acciones anarquistas en diversos sectores de la sociedad. La Primera Conferencia Comunista de Brasil se celebró en Río de Janeiro, del 21 al 23 de junio, en el Centro Cosmopolita. Cientos de personas acompañaron el desarrollo de los trabajos conducidos por 22 delegados, representando grupos del Distrito Federal y de los estados de Alagoas, Minas Gerais, Paraíba, Pernambuco, Rio Grande do Sul y São Paulo. De esos 22 delegados, tres eran mujeres. El programa del Partido Comunista libertario, definido durante la conferencia, preconizaba la supresión del Estado, de toda autoridad religiosa y de todas las leyes; las resoluciones de orden general se tomar en las asambleas públicas y las minorías gozarían de plena libertad para la formación de nuevas comunidades. Los preceptos sociales del documento determinaban la eliminación de la propiedad privada y la administración de las fábricas, vías férreas y demás servicios públicos por los obreros y sus respectivas agremiaciones, sin que nadie asumiera funciones de dirección. En agosto de 1919, bajo la dirección de José Oitica y Astrogildo Pereira, el Partido Comunista libertario pasó a editar el periódico Spártacus, de periodicidad semanal.
En 1919, los anarquistas organizados en el Partido Comunista libertario habrían preparado una insurrección que tendría la participación de militantes de Sao Paulo, Río de Janeiro, Minas Gerais, Paraná, Rio Grande do Sul y Pernambuco. Sin embargo, la explosión de una bomba en el barrio de Brás el 19 de octubre, que llevó a la muerte a cuatro obreros militantes, siendo uno de ellos el español José Prol, permitió a la policía descubrir los planes insurreccionales. Aunque los anarquistas negaban las acusaciones, diciendo que las bombas y materiales de propaganda encontrados habían sido plantados por la propia policía, la represión se intensificó y el Partido Comunista libertario se desarticuló. El recrudecimiento de la represión se hizo particularmente evidente en el trato dado a las huelgas de Leopoldina Railway en Río de Janeiro y de la Compañía de Ferrocarriles Mogiana en São Paulo. La huelga de Leopoldina, iniciada el 15 de marzo de 1920, tras el rechazo de los dirigentes de la compañía en negociar las reivindicaciones de los obreros, contó con la solidaridad de los trabajadores organizados en la Federación de Trabajadores de Río de Janeiro (FTRJ - sucesora de la UGT y heredera de la FORJ) y de la Federación de Conductores de Vehículos, que declararon una huelga general el 23 de marzo. El 24 de marzo, los metalúrgicos, miembros del Centro Cosmopolita, sastres, panaderos, cohetes, zapateros, choferes de taxi, tejedores y un gran número de obreros en construcción civil también entraron en huelga. [109] Durante la paralización, la sede de la FTRJ y de otros sindicatos fueron invadidos por la policía y una serie de líderes obreros fueron arrestados, entre ellos, Mâncio Teixeira, Fábio Luz, José Oiticica y Octávio Brandão. Sin el conocimiento de las federaciones, pero con el asentimiento de parte de los dirigentes obreros de Leopoldina, líderes cooperativistas negociaron con el gobierno el fin de la huelga, a cambio de la promesa de liberación de los presos, readmisión de los huelguistas despedidos y suspensión de cualquier otra forma de castigo. Los anarquistas acusaron a los líderes cooperativistas de traición por haber firmado un acuerdo que ignoraba las condiciones de los obreros de Leopoldina sin haber consultado a la Federación de Trabajadores y los sindicatos de empleados de Leopoldina. Ya la huelga de la Mogiana, iniciada el 20 de marzo del mismo año, fue marcada por conflictos abiertos entre obreros y policías. Los disparos, a veces de consecuencias fatales, ocurrieron en varias estaciones ferroviarias atendidas por la compañía. En la estación de la Casa Blanca, el 31 de marzo, soldados de la policía invirtieron de bayoneta callada contra un número de huelguistas superior a 200, que se atrincheraban en la estación y se negaban a evacuarla; en el tiroteo que se libró, murieron cuatro huelguistas y varios resultaron heridos. La huelga terminó el 5 de abril con la prisión y deportación de obreros involucrados en los conflictos. Al mismo tiempo, una huelga general iniciada por la FOSP en conjunto con la huelga de la Mogiana también terminó malsucedida, concluyéndose el 6 de abril y con sus dirigentes reconociendo "no tener la agitación alcanzada las proporciones deseadas".

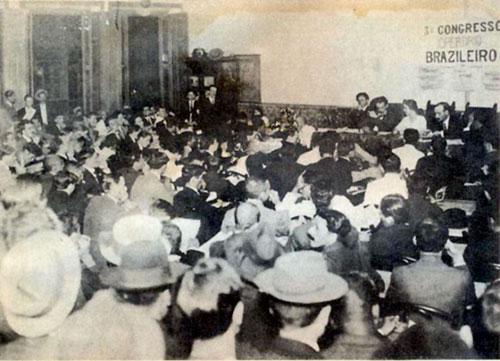
Sesión de cierre del 3º Congresso Operário Brasileiro, presidida por Elvira Boni.

La represión policial, las deportaciones y el trabajo sistemático de los grupos reformistas y cooperativistas venían produciendo resultados desfavorables a las organizaciones revolucionarias directamente ligadas al sindicalismo. Fue en esa coyuntura conturbada que ocurrió, entre los días 23 y 30 de abril de 1920, el 3º Congreso Obrero Brasileño. Las reuniones tuvieron lugar en la sede de la Unión de los Obreros en Fábricas de Tejidos, contando con la presencia de 116 delegados de 64 entidades de varias partes del país. En este congreso, como síntoma de la adecuación al nuevo cuadro de la industria brasileña de la posguerra, se aprobó una resolución que priorizaba la creación de sindicatos por industria, en detrimento de la organización por oficios. Muchas de las decisiones de los Congresos anteriores, de 1906 y 1913, fueron reiteradas, como la adopción del esquema federativo de organización. La Liga Obrera de la Construcción Civil de São Paulo, representada por Deoclécio Fagundes y Teófilo Ferreira, propuso la adhesión del congreso a la Internacional Comunista. Pero Edgard Leuenroth se opuso, por esta no ser "una organización realmente sindical", siendo corroborado por Astrojildo Pereira y José Elias. En lugar de adherirse a la Internacional Comunista, el 3º Congreso Obrero aprobó una resolución en la cual saludaba la Revolución Rusa y las iniciativas llevadas a cabo por la Internacional Comunista. Finalmente, se nombró una Comisión Ejecutiva del Tercer Congreso (CETC), con el fin de coordinar las actividades para la ejecución de las resoluciones tomadas, y se le asignó un mandato que iría hasta la reunión del Cuatro Congreso Obrero Brasileño, marcado para 1921 y que acabó no realizándose. La CETC, sostenida por la contribución de las asociaciones que se harían representar en el encuentro, recibiría informes en consonancia con un esquema pormenorizado. Río de Janeiro sería la sede un secretariado-general, comprendiendo un secretario-general (Edgar Leuenroth), tesorero y cinco secretarios itinerantes, responsables de las cinco regiones geográficas en que se dividía el país. Los secretarios itinerantes Domingos Passos (centro), José Elias da Silva (Norte), Jorge Adalberto de Jesús (extremo norte), Teófilo Ferreira (Sur) y Alberto Lauro (Extremo Sur). El Congreso también resolvió encargar a la CETC de entrar en entendimientos con las asociaciones de trabajadores marinos y ferroviarios con el fin de obtener de los mismos un compromiso formal de que se negarían a transportar a los obreros deportados y fue instruida a promover un Congreso Obrero Sudamericano y a mantener contacto con las federaciones internacionales que concordaran con la orientación sindical seguida por el 3º Congreso Obrero Brasileño.

### La represión y las disputas con el Partido Comunista de Brasil (PCB)
El año que siguió al 3º Congreso Obrero Brasileño inició un período de desmantelamiento general de la organización obrera. La economía brasileña retrocedía y dos leyes especialmente represivas fueron sancionadas por Epitácio Pessoa: el Decreto N.º 4.247 de 6 de enero de 1921, de Arnolfo Rodrigues de Azevedo, que regulaba las expulsiones de extranjeros que estuvieran en el país hace menos de cinco años, estipulando que, éstos podrían ser expulsados del territorio nacional en caso de ser considerados nocivos al orden público; y el Decreto N.º 4.269, de Adolfo Gordo, con la finalidad expresa de represión al anarquismo, estableciendo penas de prisión a los crímenes practicados con vistas a la subversión del orden social y castigos para los que contribuyeran a la práctica de tales crímenes a través de reuniones o instrumentos de propaganda, además de conferir a las autoridades el derecho de cerrar, por tiempo indefinido, sindicatos y entidades civiles que cometen actos considerados perjudiciales a la seguridad pública. La prensa obrera también demostraba un franco declive en 1921, con el fin de diversas publicaciones y la disminución de la periodicidad de otras. A Plebe pasó los meses de junio a septiembre sin ninguna publicación.

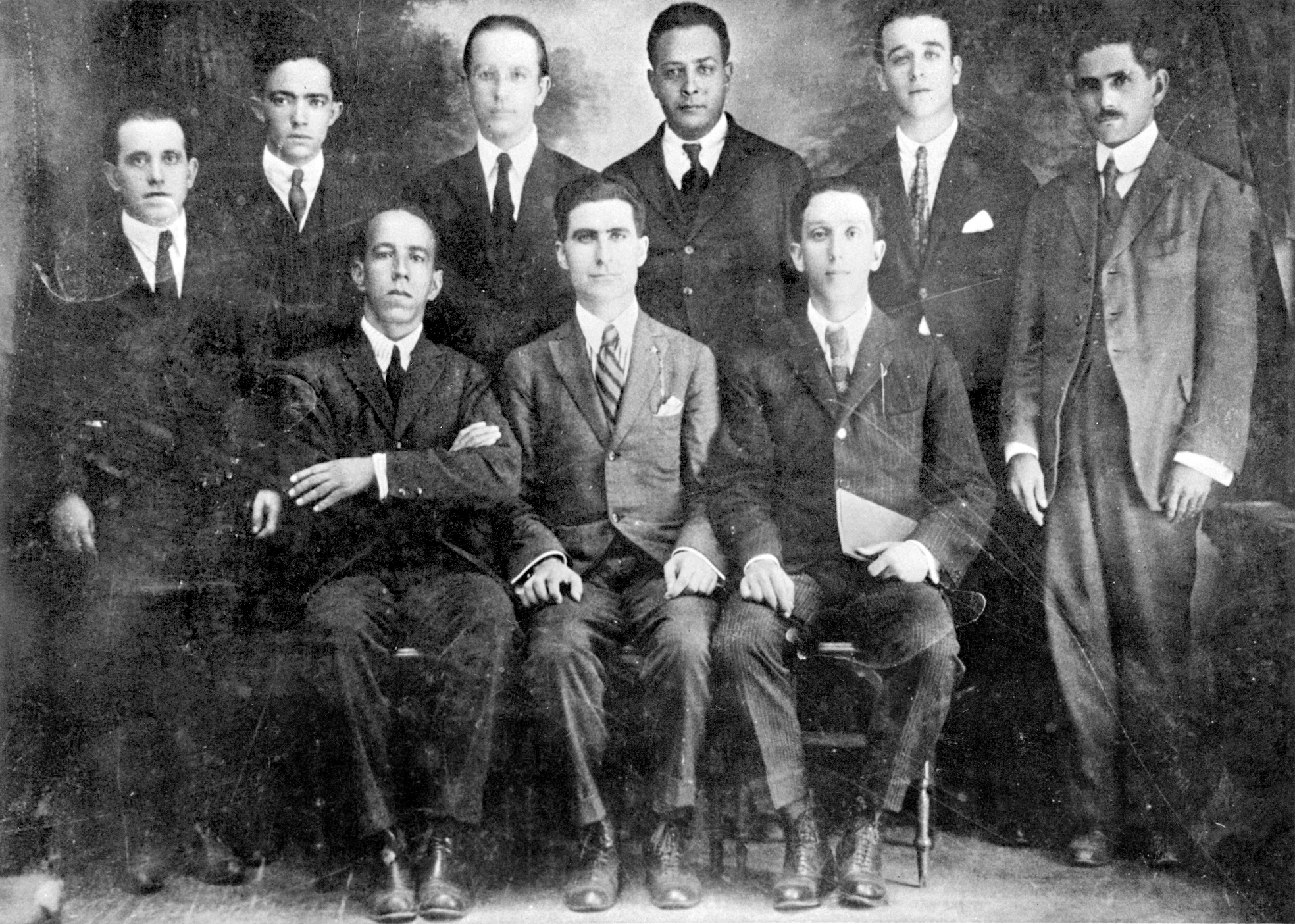
Fundadores del Partido Comunista de Brasil (PCB), en 1922. Entre ellos figuraban exmilitantes anarquistas, como Astrogildo Pereira, João da Costa Pimenta e José Elias da Silva.

Al mismo tiempo, el movimiento obrero pasaba por una crisis ideológica. El modelo federativo y las estrategias del sindicalismo revolucionario pasaron a ser criticadas por algunos militantes, como Astrogildo Pereira, que pasó a defender un sindicalismo en los moldes de la Industrial Workers of the World (IWW), organizado de forma más centralizada, formando "una única grande unión de todos los trabajadores, con una única secretaría, una única fuente de propaganda, un único centro de coordinación. Algunos anarquistas, percibiendo la falta de una acción metódica y sistemática en el trabajo de propaganda y organización, pasaron a estimular la formación de grupos de afinidad de tendencia libertaria. Conforme las noticias sobre la Revolución Rusa llegaban a Brasil, quedaba más claro para los militantes obreros las diferencias latentes entre el anarquismo y el bolchevismo. En marzo de 1922, Astrojildo Pereira y otros exmilitantes anarquistas fundaron el Partido Comunista de Brasil (PCB). La fundación del PCB generó una división en el movimiento obrero, aunque inicialmente los comunistas solo ejercieron influencia en Río de Janeiro. Siguiendo las recomendaciones de la Tercera Internacional, los comunistas insistieron en una política de frente único, firmando una alianza con los cooperativistas de la CSCB, establecida en 1923 y que duró hasta 1925, a fin de combatir la influencia del anarquismo en los sindicatos. También se hizo corriente la creación de fracciones comunistas organizadas, que se constituían oposiciones en los sindicatos bajo control de los anarquistas y que, incluso en el caso de derrota en las elecciones sindicales, permanecían en actividad.
Nuevos elementos pasaron a influenciar la coyuntura política brasileña. El 5 de julio de 1922, hubo la Revuelta de los 18 del Fuerte de Copacabana, dando inicio al movimiento tenentista, protagonizado por los soldados de las capas medias de la jerarquía militar descontentos con el régimen. Los conspiradores militares llegaron a buscar el apoyo de José Oiticica en las organizaciones bajo influencia anarquista e iniciaron contactos con Evaristo de Morales y Sarandy Raposo, cuya CSBC ejercía, supuestamente, el control de los ferroviarios y de los mineros de los tres Estados del extremo sur del país. La colusión fue denunciada por espías del Jefe de Policía, Aries de la Fontoura. En consecuencia, diversos oficiales del Ejército y de la Marina fueron arrestados. En busca de una evidencia contra los militares sospechosos, la policía invadió la residencia del opositor Evaristo Dias, prendiéndolo y confiscando sus libros y papeles, que no le fueron devueltos. En el caso de los presos en Río de Janeiro, Luís Peres, fundador del PCB, Octávio Brandão, José Gonçalves, Antônio de Oliveira, Pedro Maurini, Vicente Llorca, Silvano Borges y Joaquim Silva. Cuando la Unión General de los Empleados en Hoteles y Restaurantes convocó una reunión contra la prisión de Pedro Maurini, anarquista nacido en el extranjero, la policía asaltó la sede de la entidad; poco después, también cerró la sede de la Unión de los Obreros en Construcción Civil, donde prendió Florentino de Carvalho. Con la posesión del presidente Arthur Bernardes, se aprobó la Ley de Prensa, que prescribía castigos para las ofensas en periódicos al Presidente de la República, a la "moral pública o a las buenas costumbres", así como a "algún soberano, jefe de Estado extranjero o sus representantes diplomáticos. También se creó la Cuarta Delegación Auxiliar, con el objetivo específico de control social y político de militantes contrarios al régimen.
En julio de 1924, el general retirado Isidoro Dias Lopes lideró una revuelta en Sao Paulo, en un movimiento que contó con el apoyo de la fuerza pública estatal, comandada por el mayor Miguel Costa. El 8 de julio los rebeldes forzaron al gobernador Carlos de Campos ya las tropas legalistas a huir de la capital. Isidoro suministró armas e incorporó en sus fuerzas un buen número de obreros extranjeros, especialmente los más experimentados en el teatro europeo de la Primera Guerra Mundial. Los anarquistas de San Pablo, en una reunión con Pedro Augusto Motta, reconocieron que el levantamiento militar no había sido realizado por el pueblo. Sin embargo, establecieron un vínculo entre su carácter y los anhelos populares. Al examinar el hecho de no contar con una fuerza suficiente, entre las clases trabajadoras y populares, para hacer su propia revolución, decidieron por la participación en el movimiento, en un intento de influir en él, pronto se ofrecieron para tomar armas, proponiendo la formación de batallones de civiles autónomos, sin la disciplina y la injerencia militar. Isidoro, acatando las advertencias de Macedo Soares en cuanto a la infiltración de elementos radicales, rechazó perentoriamente la propuesta de los anarquistas. En el marco de la propuesta, los anarquistas enviaron una "Moción de los Militantes obreros" al Comité de las Fuerzas Revolucionarias, con 28 firmas, publicado en A Plebe del 25 de julio de 1924. La moción proponía la fijación de un salario mínimo y de una tabla de precios máximos, el derecho de fundar escuelas, el derecho de asociación para todas las clases trabajadoras, la libertad de la prensa obrera, la generalización de la jornada de ocho horas de trabajo y la revocación de la ley de expulsión relativa a las cuestiones político-sociales.
En consecuencia de las agitaciones en São Paulo, el Congreso declaró estado de sitio por 60 días en la Capital Federal y en los Estados de Río de Janeiro y São Paulo, autorizando al Presidente a prorrogarlo y extenderlo a otros puntos del territorio nacional. Con eso, los sindicatos más activos fueron cerrados y los periódicos anarquistas, impedidos de circular. José Oiticica fue detenido, aún durante la revuelta en San Pablo, al salir del Colegio Pedro II, y luego fue enviado a instalaciones penitentes improvisadas en islas en la Bahía de Guanabara; Domingos Pasos, Domingos Brás y otros obreros anarquistas, fueron encarcelados en la Cuarta Delegación Auxiliar; ya los libertarios paulistas que firmaron la "Moción de los Militantes obreros" fueron perseguidos y presos.
Algunos militantes anarquistas, como Domingos Passos, Domingos Brás, Pedro A. Motta, José Maria Fernandes Varella, Nicolau Paradas, Nino Martins e José Alves do Nascimento, fueron enviados a la colonia penal de Clevelândia del Norte, en la frontera con la Guayana Francesa, junto a presos comunes, desempleados y militares rebeldes. Los sobrevivientes de Clevelândia relataron haber pasado por situaciones de insalubridad, hambre, tortura y trabajos forzados. En cuatro años, de los 946 presos enviados allí, 491 murieron, entre ellos los militantes anarquistas Pedro A. Motta y José Alves do Nascimento. Algunos, como Domingos Brás y Domingos Pasos, lograron huir, atravesando el río Oiapoque, llegando al lado de la Guayana Francesa y partiendo hacia Belém do Pará. Tanto los militantes que fallecieron en Clevelândia como los sobrevivientes de la colonia penal fueron más tarde recordados como mártires por los anarquistas brasileños.
Al mismo tiempo que Bernardes reprimió el movimiento obrero de forma general, y el anarquismo en particular, también dio algunos pasos en el terreno de la legislación social, creando un Consejo Nacional del Trabajo y un puesto de Curador Especial de Accidentes de Trabajo, para la prestación de asistencia médica gratuita a las víctimas de accidentes de trabajo; promulgó leyes que regulaban la asistencia y protección a los niños abandonados y delincuentes y prohibiendo el trabajo de menores de 14 años; además de decretar una ley de vacaciones, que obligaba a los establecimientos comerciales, industriales y bancarios a conceder a sus empleados, anualmente, 15 días de vacaciones remuneradas. También fue el gobierno de Artur Bernardes que convocó una reunión para designar a un representante de la clase obrera junto a la Conferencia Internacional del Trabajo en 1926, que acabó por indicar al anarquista Carlos Dias para representar los trabajadores brasileño en Ginebra. Esta indicación fue objeto de críticas por parte de los comunistas brasileños. Carlos Dias, tras volver de Ginebra en agosto de 1926, consideró a la Conferencia una inutilidad, pues los diversos países representantes no ratificaron sus resoluciones.
Durante las persecuciones a los anarquistas en São Paulo y Río de Janeiro, los comunistas fueron menos visados por la represión, y pudieron realizar, en febrero de 1925, el 2º Congreso del PCB. En el mismo período, los comunistas comenzaron a editar el periódico A Classe Operária, y consiguieron mantener sus publicaciones sindicales, como O Internacional, durante todo el estado de sitio. Principalmente en Río de Janeiro, los comunistas pasaron a actuar en los sindicatos donde antes los anarquistas ejercían mayor influencia. Con el fin del estado de sitio en 1926, el periódico anarquista A Plebe volvió a publicarse en febrero de 1927. Los anarquistas pronto buscaron retomar su lugar en los sindicatos y refundaron las antiguas asociaciones donde militaban y que habían sido cerradas por la represión. En ese contexto, volvió a intensificarse la disputa por el control de las organizaciones obreras.
La polarización entre comunistas y anarquistas ocurrió principalmente en Río de Janeiro y en São Paulo. En Río de Janeiro, el 1.er Congreso Sindical Regional, organizado por 9 sindicatos de influencia comunista, dio origen a la Federación Sindical Regional de Río de Janeiro, reuniendo delegados de 33 sindicatos, 22 comisiones obreras y 3 minorías sindicales. Bajo la coordinación FORJ, se celebró una reunión para discutir la ley de vacaciones en los mismos días en que se desarrolló el congreso convocado por los comunistas, con la participación de solo 4 sindicatos permanentes, entre ellos, la Alianza de los Obreros en Calzados, el Sindicato de los Fundidores y Anexos, la Unión de los Obreros en Construcción Civil y el Centro de los Obreros en Canteras. La afirmación de los principios anarquistas era reforzada en contraposición a las propuestas comunistas, rechazando el apoyo a partidos políticos y la centralización obrera por órganos externos, defendiendo el federalismo y la acción directa sin intermediarios. En São Paulo, la rearticulación del movimiento obrero ocurrió en torno a la Comisión Pro-Organización del Proletariado, constituida en un mitin del 1° de mayo de 1927, con vistas a la reorganización de la antigua FOSP, que solo resurgió efectivamente en 1931. El 7 de mayo, se creó la Unión Obrera de Oficios Varios, como forma embrionaria de la federación. En el caso de los sindicatos que se encontraban en actividad: Unión de los Canteros, Unión de los Sombrereros, Unión de los Artífices en Calzados y la Liga Obrera de Vila Esperanza, entre los sindicatos bajo influencia anarquista. La Internacional, que era el Sindicato de los Empleados en Hoteles y Restaurantes, y la Unión de los Trabajadores Gráficos (UTG) se encontraban bajo dirección comunista, mientras que en la Unión de los Obreros en Fábricas de Tejidos había disputas entre anarquistas y comunistas. En Río Grande do Sul, en cambio, el 3º Congreso Operario Estadual de 1925, organizado por la FORGS y que contó con la participación de 18 sindicatos de varias ciudades del Estado, aprobó una moción reafirmando los principios libertarios y el combate a los partidos políticos.
A pesar de las disputas sindicales, la ley de vacaciones, regulada en el gobierno de Artur Bernardes en 1926, actuó como un elemento aglutinador entre los militantes obreros. Varias huelgas de 1926 en adelante reclamaron la aplicación de esa ley, que a pesar de aprobada y regulada, prácticamente no se cumplió. Se creó un Comité Pro-Lei de Vacaciones en São Paulo, reuniendo sindicatos y militantes de diferentes tendencias, entre anarquistas, comunistas, católicos y cooperativistas. En el mismo período, se desarrolló una intensa movilización de protesta provocada por el juicio y ejecución de los obreros anarquistas Sacco y Vanzetti, acusados por la justicia norteamericana de asalto y asesinato. Impulsados por el movimiento internacional, se creó a principios de 1926 un Comité de Agitación Pro-Libertad de Sacco y Vanzetti en una asamblea general de zapateros. La campaña se intensificó con constantes manifestaciones públicas de gran amplitud en todo el país.
Se produjeron otras manifestaciones menos amplias de protesta contra la llamada "Ley Celerada" de agosto de 1927. Esa ley criminal se estableció hasta 1930, desmovilizando a los sindicatos bajo influencia anarquista, que no encontraban alternativas de acción ante el fortalecimiento de las fuerzas represivas, que vuelven a interferir en el espacio sindical.  La "Ley Celerada", aprobada en el gobierno de Washington Luis - que ya era mal visto por los líderes obreros por haber afirmado una vez que "la cuestión social en Brasil es una cuestión de policía"-, tornaba insostenibles los crímenes de " desviar a los obreros y trabajadores de los establecimientos en que sean empleados, por medio de amenazas y restricciones ", así como los de" causar o provocar cesación o suspensión del trabajo por medio de amenazas o violencias, para imponer a los obreros o patrones aumento o disminución del servicio o el salario ", además de autorizar al gobierno a cerrar por tiempo indefinido las agremiaciones, sindicatos, centros o entidades del movimiento obrero que incidieran en la práctica de crímenes o actos contrarios al orden. Luego de la aprobación de la ley, la policía arrestó a 14 militantes obreros en Sao Paulo, entre ellos, los anarquistas Edgard Leuenroth y Domingos Pasos y el comunista Aristides Lobo.
Poco a poco, el PCB fue tomando el liderazgo de las actividades organizativas de los trabajadores y de su representación política. En 1927, en medio de intensas persecuciones policiales, la campaña del Bloque Obrero y Campesino (BOC), que consiguió elegir, con el apoyo de los comunistas y de diversos sindicatos de Río de Janeiro, los candidatos Azevedo Lima, Minervino de Oliveira e Octávio Brandão.
En 1928, cuando el anarquismo se encontraba en descenso en Río de Janeiro, la rivalidad entre anarquistas y comunistas generó dos víctimas mortales en un conflicto en la sede de la Unión de los Gráficos. Azevedo Lima había acusado al presidente de la Unión de los Obreros en Fábricas de Tejido, Joaquim Pereira de Oliveira, de involucrarse con la policía carioca. Así, el 14 de febrero, en la sede de los Gráficos, hubo un encuentro para aclarar la denuncia. En el inicio de las actividades, la luz fue apagada y, después de disparos efectuados por miembros de la asistencia, 10 trabajadores resultaron heridos y dos murieron, entre ellos, el gráfico José Leite y el zapatero anarquista Antônio Dominguez. Los disparos habrían sido de autoría de los comunistas Pedro Bastos y Eusebio Manjon. La muerte de Dominguez agravó las relaciones entre los anarquistas y comunistas.
En Río Grande do Sul, a diferencia de Río de Janeiro y São Paulo, la presencia de los comunistas no era determinante y las persecuciones a los anarquistas no fueron tan intensas. De este modo, el Río Grande del Sur se convirtió en un foco de resistencia anarquista al final de la Primera República, manteniendo las tradiciones organizativas de carácter libertario y viabilizando publicaciones y centros de propaganda doctrinal. En enero de 1930, se realizó en el estado un Congreso Anarquista Regional.

### Escuelas y manifestaciones culturales
Una amplia gama de manifestaciones culturales y asociativas de la clase obrera se reveló durante la Primera República. Asociaciones danzantes, carnavalescas, musicales y deportivas pululan, así como escuelas y centros de estudios sociales. Con el objetivo de propagar sus ideales y reafirmar su identidad libertaria, los anarquistas se involucraron en una serie de formas de acción que tenían en la cultura, en la educación y en el ocio los principales instrumentos de propaganda doctrinal. De este modo, muchas de esas expresiones culturales obreras de la Primera República estuvieron estrechamente relacionadas con las propuestas de emancipación social e intelectual defendidas por los anarquistas. Incluso algunos militantes libertarios, como Oreste Ristori y María Lacerda de Moura, que condenaban al sindicalismo por ver en él un carácter reformista, dedicaron su actuación esencialmente en iniciativas en el campo de la propaganda y la educación. La propia COB, por su parte, recomendaba la creación de centros educativos y escuelas racionalistas como parte significativa del trabajo por la revolución social.

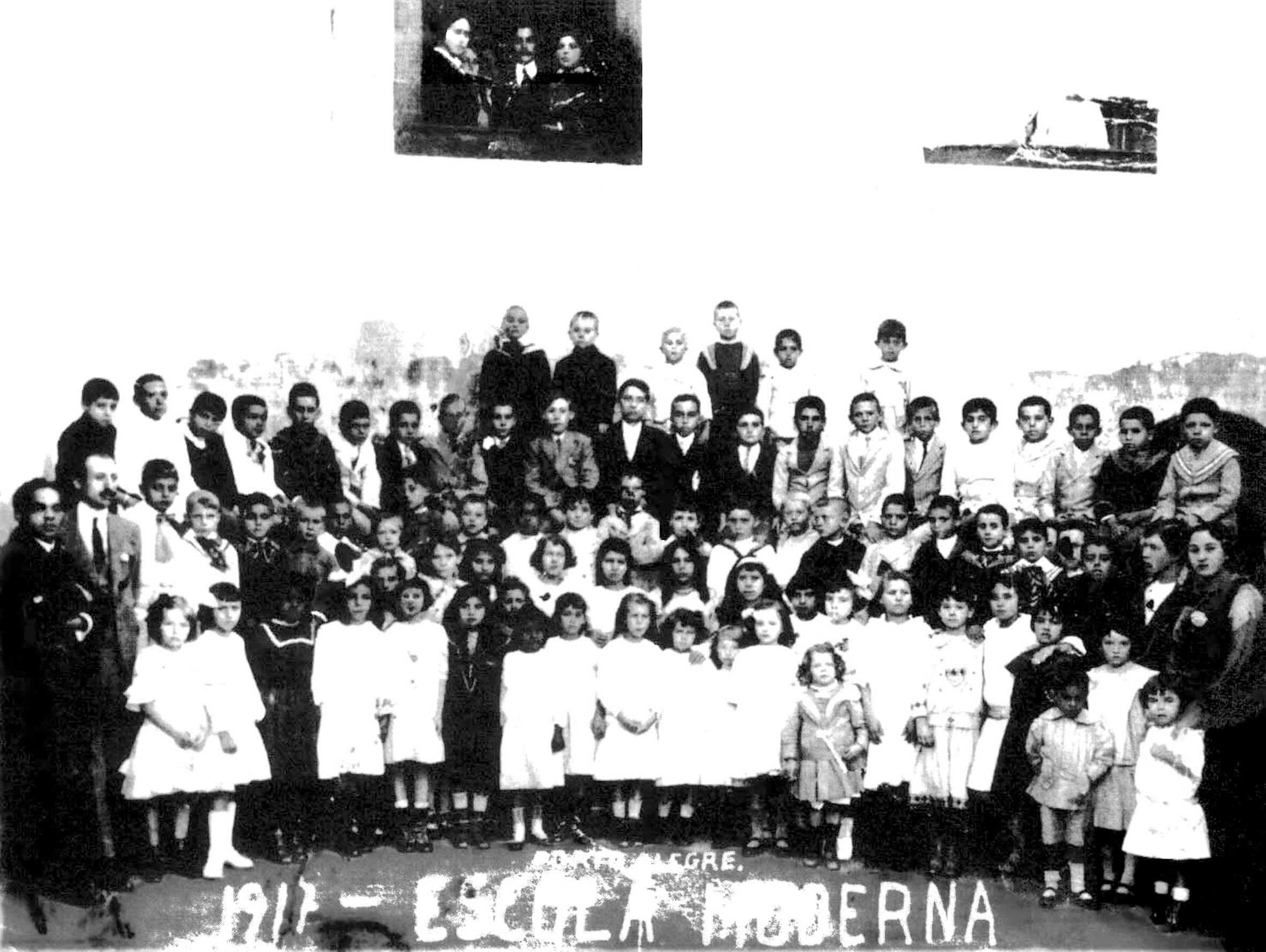
Profesores y alumnos de la Escuela Moderna de Porto Alegre en 1917. A izquierda, se encuentran Zenon de Almeida y Djalma Fetterman, y a derecha, las hermanas Espertirina y Eulina Martins.

Las primeras escuelas libertarias surgieron para atender las necesidades de los trabajadores en el campo de la educación, existiendo especial preocupación en la lucha contra el analfabetismo. La influencia de la pedagogía racionalista de Francisco Ferrer i Guardia fue determinante en las iniciativas educativas promovidas por los anarquistas en ese período, apuntando aquello que consideran "los efectos negativos de una educación controladora y disciplinadora, por crear individuos sumisos, sin iniciativa, sin autonomía", y proponían en vez de eso, una educación con objetos, principios y métodos nuevos, que buscaba estimular la originalidad, la iniciativa, la responsabilidad y la autonomía. Numerosas escuelas modernas existieron durante la Primera República, como la Escuela 1.º de Mayo, fundada en 1908 y dirigida por Pedro Matera en Río de Janeiro; la Escuela Eliseo Réclus, fundada en 1906 en Porto Alegre y dirigida por Djalma Fettermann; la Escuela Nova, fundada en 1909 en São Paulo; entre otras. La mayoría de las escuelas eran mantenidas por los obreros y el régimen de disciplinas obedecía a prioridades establecidas para alcanzar la independencia intelectual y la capacidad de organización individual y colectiva. Las mujeres anarquistas, a su vez, formaron diversos grupos de educación femenina libres de la influencia religiosa presente en la educación para mujeres en aquel período, creando salones de lectura y salas de alfabetización, como el Centro Femenino de Educación, fundado en 1920 por Isabel Cerruti. En la misma línea de las Escuelas Modernas estaban los Centros de Estudios Sociales, destinados a la difusión de conferencias y de la enseñanza compartida entre los socios. Tales centros eran más simples de ser implantados que las Escuelas Modernas, bastando para ello el alquiler o cesión de una sala y la contratación o invitación de un orador.
Otra expresión visible de la cultura obrera en ese período fue la prensa militante, que se convirtió en el principal instrumento de propaganda y debate. El periódico era visto como un importante medio de información, concientización y movilización, y el receptor no era considerado un elemento pasivo, sino alguien que tenía intereses comunes y estaba inserto en los mismos espacios de organización y militancia. De ese modo, los periódicos recibían harto material sobre el movimiento obrero y noticias afines, compuesto de informes de los sindicatos, cartas personales, denuncias, entre otros. La prensa obrera y anarquista, sin embargo, no pudo encontrar cierta regularidad en su distribución; más de una vez los periódicos desaparecían de circulación. Algunos nunca volvieron a aparecer, otros, como A Plebe, tuvieron una duración mayor, pero circulaban con grandes intervalos. Esta vida irregular se debió principalmente a las dificultades financieras y la persecución por parte de la represión. La periodicidad de los periódicos anarquistas y obreros también estaba determinada por los acontecimientos; los periódicos semanales podrían pasar a circular diariamente, manteniendo la numeración regular y el mismo encabezado. Esto ocurría especialmente en momentos de agitación huelguista. También se destacaba la ausencia de publicidad y, en ciertos momentos, recomendaciones de boicot, generalmente cuando la empresa responsable de los productos boicotados se encontraba en litigio con sus trabajadores. A menudo, las sedes de las asociaciones o incluso las redacciones de los periódicos proporcionaban el acceso gratuito tanto a la prensa periódica como a libros y folletos en las llamadas "mesas de lectura". La práctica de crear bibliotecas y salas de lectura, que será una constante en el movimiento obrero de la Primera República, había sido una recomendación del Congreso Obrero de 1906, en la expectativa de que la disponibilidad de esa literatura contribuyera a agregar a los obreros al movimiento.
Conjuntamente con la prensa militante, el teatro obrero era visto como un importante medio de propagación de las ideas libertarias. En ese sentido, se formaron diversos grupos teatrales aficionados, que presentaban piezas de cuño político-social, como Primo Maggio de Pietro Gori y La Huelga de los Inquilinos de Neno Vasco. Las sociedades obreras también desarrollaron un calendario de celebraciones y solemnidades, que se convirtió en un elemento esencial de la cultura militante. Formaban parte de ese calendario fechas como el aniversario de la fundación de cada sociedad; el 14 de julio, celebrando la Toma de la Bastilla y la Revolución Francesa; el 13 de octubre, aniversario del fusilamiento de Francisco Ferrer; y el 1° de mayo, considerada la fecha más importante, indisociable de la lucha por la jornada de ocho horas de trabajo. En esas ocasiones se realizaban, en las sedes de las asociaciones o en salones alquilados, conferencias de propaganda, generalmente con un orador invitado a hablar sobre la fecha o algún tema afín. Exceptuando el 1° de mayo, que luego adquirió una dimensión pública, hubo un predominio de celebraciones en locales cerrados hasta el final de la década de 1910. En la segunda mitad de la década de 1910, pasó a ser común la organización de actividades lúdicas y festivales, realizadas al aire libre, en lugares como parques, e incluyendo en la programación diversas atracciones, como la puesta en escena de obras de teatro, saraus, bailes y picnics. Generalmente, esas actividades se organizaban como una forma de recaudar fondos para la prensa o para las organizaciones obreras.
El compromiso de intelectuales con el movimiento obrero fue significativa en Brasil. Los escritores como Elisio de Carvalho, Fábio Luz, Curvelo de Mendonça, Avelino Fóscolo y Lima Barreto tuvieron participación con el anarquismo, y escribieron obras cuyo foco era la cuestión social. Los notorios militantes anarquistas también se destacaron como intelectuales, como José Oiticica, filólogo y profesor del Colegio Pedro II, y Neno Vasco, formado en derecho por la Universidad de Coímbra.
Destacable es la influencia en Brasil del anarquismo y la Pedagogía Libertaria reflejada posteriormente en el pensamento del  reconocido pedagogo brasileño, Paulo Freire con su Pedagogía Libertadora, que busca la conciencia de clase y la autonomía del individuo.

## Era Vargas (1930-1945)
La actitud de los anarquistas frente a la Revolución de 1930 se presentó inicialmente como una reacción de indiferencia. Debido al carácter político-partidario del movimiento, los anarquistas, que se afirmaban como apolíticos, veían en él un simple cambio de gobernantes que no afectaría la condición obrera. Sin embargo, hubo cierta ambigüedad cuando, acompañando parcelas de la población, apoyaban con entusiasmo el cambio social al mismo tiempo que rechazaban un apoyo militante, como fue evaluado por el diario O Trabajador, órgano de la FOSP:

O povo, embora não acreditando nas promessas que lhe fizeram os
 revolucionários, não por isso deixou de admirar com simpatia a queda da
oligarquia, pelo simples fato de que esta queda tinha sido disputada, com sangue nos campos de batalha.
El pueblo, aunque no creyendo en las promesas que le hicieron los
revolucionarios, no por eso dejó de mirar con simpatía la caída de la
oligarquía, por el simple hecho de que esta caída había sido disputada, con sangre en los campos de batalla.
O Trabalhador

Edgard Leuenroth afirmó que los anarquistas tuvieron cierta participación en el movimiento revolucionario de 1930, realizando reuniones y lanzando manifiestos a los revolucionarios y a la población. El mismo Leuenroth publicó, con la ayuda de un teniente revolucionario, un periódico clandestino titulado A Liberdade. Después de la revolución de la Alianza Liberal, el movimiento obrero declaró una serie de huelgas en Sao Paulo, iniciadas por los tejedores, que fueron seguidos de varias otras categorías, reivindicando la reposición de descuentos salariales impuestos a causa de la crisis económica. Las huelgas, que se extendieron por los meses de noviembre y diciembre, revelaron una expectativa de resolución inmediata de la situación en que se encontraba el operario por parte del nuevo gobierno que se instaló.
Organizaciones para la aglutinación de los trabajadores fueron formadas en la primera quincena de 1930, como el Comité Provisional de Reorganización Sindical en São Paulo. Everardo Dias relató, en sus memorias, el sorprendente aflujo de obreros a la reunión del comité, habiendo, en un primer momento, la intención de evitar divergencias ideológicas, reuniendo anarquistas, comunistas y cooperativistas. Sin embargo, las divergencias pronto reaparecieron, de modo que los anarquistas fundaron, el 16 de noviembre de 1930, el Comité Obrero de Organización Sindical, con miras a la reactivación de la antigua FOSP. La consolidación de la FOSP ocurrió a través de la 3ª Conferencia Operativa Estadual, entre el 13 y el 15 de marzo de 1931, con la participación de 18 sindicatos, siendo 10 de la capital y 8 del interior paulista. Todas las asociaciones participantes se encontraban bajo influencia anarquista, con excepción de la Unión de los Trabajadores Gráficos de São Paulo (UGT), entonces dirigida por trotskistas. Bajo la influencia del tejedor José Righetti, ex anarquista convertido al tenentismo, la Unión de los Obreros en Fábricas de Tejidos (UOFT) y la Liga Obrera de la Construcción Civil (LOCC) se negaron a participar en la FOSP. Los tejedores, siendo la categoría más numerosa en la época, eran constantemente asediados por la propaganda anarquista a través de boletines. La LOCC vendría a adherirse a la FOSP posteriormente.
El gobierno de Getúlio Vargas pronto lanzó una legislación laboral, buscando atraer el apoyo del trabajador, y creó el Ministerio de Trabajo, Industria y Comercio, responsable de hacer cumplir la legislación laboral y por regir la sindicalización oficial. En marzo de 1931, se lanzó una ley de sindicalización, que establecía el reconocimiento oficial de solo un sindicato por categoría y prohibió la propaganda política y religiosa en el seno de los sindicatos. Al mismo tiempo, la represión a la prensa y a las manifestaciones obreras todavía eran corrientes. Se alegó en Río de Janeiro la explosión de una bomba en el edificio de la Policía Central y en São Paulo un levantamiento de jóvenes oficiales de la Fuerza Pública para impedir los comicios del 1° de mayo en 1931. También fueron constantes persecuciones a los periódicos anarquistas A Lanterna y A Plebe. Así, paralelamente a la recién lanzada legislación laboral, el Estado mantenía su práctica de control y represión para debilitar a los grupos disidentes, esencialmente anarquistas y comunistas.
Además de la actuación en los sindicatos, los anarquistas continuaron emprendiendo iniciativas culturales y en el campo de la educación. En 1933, se fundó el Centro de Cultura Social (CCS) en São Paulo, en la pretensión de constituir un espacio para la promoción de debates y discusiones. También en São Paulo, en 1934, se refundó la Escuela Moderna y fueron promovidas, por los anarquistas, clases nocturnas en los sindicatos. En otras localidades, como Belém do Pará, se instaló la Escuela Racional Francisco Ferrer y, en Garanhuns, Pernambuco, surgió una escuela nocturna en el Sindicato de la Construcción Civil, basada en las enseñanzas racionalistas.

### Combate al integralismo
Durante la década de 1930, una de las principales preocupaciones de los anarquistas en ese período fue la ascensión del fascismo-en Brasil, representado por la Ação Integralista Brasileira (AIB), fundada en 1932, y por consiguiente el intento de crear medios para promover la resistencia antifascista. Aunque tenían poca expresión en la comunidad antifascista italiana, donde predominaban las posiciones socialistas, los anarquistas desarrollaron una serie de actividades de carácter antifascista, como comicios, reuniones y actos públicos.
Las primeras actividades antifascistas noticiadas en que los anarquistas tomaron parte datan de 1932. En general, fueron reuniones promovidas por grupos anarquistas o socialistas, casi siempre en memoria de Giacomo Matteotti o de Errico Malatesta, que fueron destacadas personalidades del antifascismo italiano. El 19 de diciembre de 1932, Edgard Leuenroth y María Lacerda de Moura hablaron en una reunión celebrada por un grupo socialista italiano en memoria de Matteotti y en favor de su esposa y de sus hijos, que estaban siendo impedidos de salir de Italia.
A partir de 1933, período marcado por la primera marcha integralista realizada en São Paulo y también por el surgimiento del Frente Único Antifascista (FUA) y del Comité Antiguerra, los anarquistas intensificaron sus actividades en torno al antifascismo. Durante el mes de junio de 1933, los anarquistas pasaron a vehicular, a través de sus periódicos, una serie de noticias acerca de la organización antifascista que comenzaba a ganar aliento en São Paulo. Una de las primeras iniciativas de algunos libertarios fue la creación de un Comité Antifascista, que pasó a publicar una serie de manifiestos en la prensa anarquista y también promovió algunas reuniones. El Comité Antifascista, teniendo frente a los anarquistas de San Pablo, fue creado el 22 de junio de 1933, por medio de una asamblea en el Salón Celso García, que contó con Edgard Leuenroth y José Oiticica como principales oradores. Sin embargo, ese comité no sobrevivió por mucho tiempo, permaneciendo activo solo por algunos meses. Después de la disolución del Comité Antifascista, le cupo al CCS la organización de comicios y conferencias antifascistas.
Los anarquistas fueron invitados por los trotskistas a participar en reuniones con otros grupos de izquierda, para buscar establecer una acción conjunta en la lucha antifascista; pero acabaron por oponerse a cualquier posibilidad de actuar de forma regular en la FUA, iniciativa impulsada por la Liga Comunista (LC). Los anarquistas estuvieron presentes en la reunión de fundación de la FUA, defendiendo un frente de lucha que se formó por medio de la unión de todos los individuos antifascistas y, bajo las bases de la más amplia y completa autonomía de las facciones, principios y doctrinas que subdivide a los hombres en clubes, legiones, partidos y disidencias ". Las otras organizaciones que componían la FUA, por su parte, defendieron la idea de un frente único que congrega a los diversos partidos y sindicatos de izquierda, en vez de individuos antifascistas aislados. Para los anarquistas, esto fue visto como una incongruencia, en la medida en que buena parte de esas organizaciones era muy poco expresiva. A pesar de ello, los libertarios mantuvieron contactos y varias veces se articularon con la FUA, lo que no ocurrió en relación con el Comité Antiguerra, liderado por el PCB.

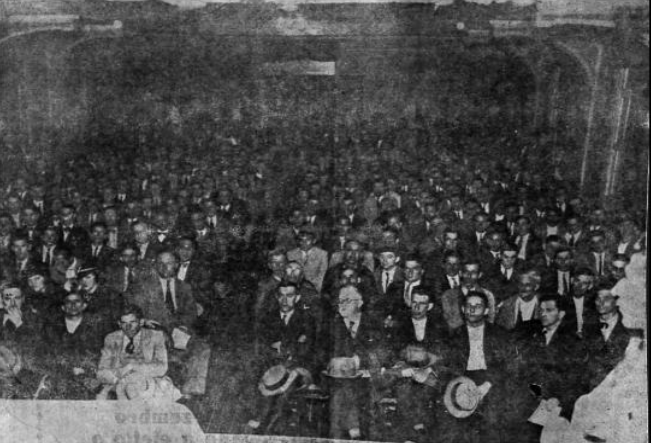
Conferencia anti-integralista realizada en 14 de noviembre de 1933, en el salón de União das Classes Laboriosas.

El 14 de noviembre de 1933, los anarquistas, a través del CCS, articularon una conferencia anti-integralista, que contó con la participación de representantes de diversas corrientes políticas de la izquierda, como el socialista Carmelo Crispino, el anarquista Hermio Marcos y un representante del diario O Homem Livre, órgano de prensa de la FUA. El evento, realizado en el salón de la Unión de las Clases Laboriosas, reunió a un gran público compuesto por hombres y mujeres pertenecientes a las más diversas corrientes ideológicas, pero que allí estaban agrupados por el mismo ideal de dar combate al integralismo. En medio de la conferencia aparecen algunos integristas a fin de tumultuarla, sin embargo, al percibir la cantidad de elementos antifascistas que allí se encontraban, se retiraron y empezaron a buscar refuerzos en las mediaciones, siendo repelidos por un grupo de trabajadores.
En 1934, los conflictos entre integristas y antifascistas se intensificaron, culminando, el 7 de octubre, en la Batalla de la Plaza de Sé. En ese día, AIB pretendía realizar en la Plaza de Sé un acto público en homenaje al segundo aniversario del Manifiesto Integralista, pero las fuerzas antifascistas de la capital pronto se movilizaron para, en conjunto, impedir el evento. El frente que se organizó para poner fin al mitin integralista era bastante diversa en tendencias ideológicas, agregando anarquistas, socialistas, trotskistas, comunistas y tenentistas de izquierda. Los anarquistas ejercieron un papel fundamental en la organización del movimiento, cediendo la sede de la FOSP para algunas reuniones, que contaron con la participación activa de militantes notorios como Edgard Leuenroth, Juan Pérez Bouzas, Pedro Catalo y Jaime Cubero. Durante el enfrentamiento, los anarquistas confrontaron violentamente contra los integristas y la policía. El conflicto terminó con la debandada general de los integristas, que abandonaron sus camisas verdes por las calles del centro de São Paulo, para evitar más agresiones.
Como consecuencia de la violenta lucha entre antifascistas e integristas, los anarquistas y los otros grupos de izquierda que tomaron parte en el combate fueron blancos de intensa persecución. La policía encarceló a varios militantes libertarios y la propia sede de la FOSP fue invadida y sellada por las autoridades. Los anarquistas, posteriormente, trataron de reorganizar la FOSP y buscar formas de auxiliar a los militantes que fueron presos como consecuencia de la lucha antifascista, llegando a crear el Comité Pro-Presos Sociales, que realizó algunas actividades festivas dirigidas a recaudar fondos de ayudas a los compañeros encarcelados y sus familiares.
En marzo de 1935, algunos sectores tenentistas de izquierda y grupos políticos ligados a los comunistas y socialistas fundaron la Alianza Nacional Libertadora (ALN). El programa político de la ANL, volcado a combatir el latifundio, el imperialismo y en defensa de las libertades, sumado a la lucha que sus secciones en todo el país estaban desarrollando contra los integristas, recibió la admiración de los anarquistas. Sin embargo, en julio de 1935, la ANL invitó a las diversas organizaciones antifascistas y obreras a participar en un mitin anti-integralista que tendría lugar en  São Paulo. Los anarquistas de A Plebe rechazaron la invitación y explicaron que, aunque veían de forma positiva la lucha de la ANL, no podían integrar esa organización, pues, por una cuestión de coherencia con los principios libertarios, de nunca asumir compromisos con una organización política, más que de forma eventual. La misma posición fue presentada por la FOSP, que relató que sus principios antipolíticos le impedían firmar cualquier tipo de compromiso con la ANL o con cualquier otra organización política. En general, los anarquistas dieron apoyo a la ANL, pero no adhesiones, pues, aun existiendo algunos puntos de contacto ideológico entre los anarquistas y los aliancistas, había la desconfianza con relación a la presencia de Luis Carlos Prestes, aclamado como presidente de honor de la ANL, así como el temor de que, con el tiempo, esa organización pudiera venir a buscar el poder político institucional. A pesar de la adhesión, los anarquistas demostraron solidaridad con la ANL cuando ésta fue puesta en la ilegalidad por el gobierno Vargas, en julio de 1935, y sus secciones y los militantes fueron ampliamente reprimidos.
La lucha antifascista desarrollada por los anarquistas fue desarticulada después de noviembre de 1935. La Intentona Comunista fue usada como un pretexto por el gobierno para iniciar una amplia represión contra las izquierdas, siendo que comunistas, demócratas y opositores al gobierno Vargas en general fueron violentamente reprimidos. Los anarquistas, aun no habiendo participado en los levantes, no fueron ahorrados de la represión; muchos militantes, como Leuenroth y Rodolpho Felippe, fueron arrestados, los periódicos libertarios fueron vandalizados y varios sindicatos vinculados a la FOSP tuvieron sus sedes invadidas y cerradas por las fuerzas policiales.

### Crisis del sindicalismo revolucionario
A pesar de los desfalques provenientes de la represión policial y de las purgas internas que el partido realizó, redireccionándose hacia una política obrerista que privilegiaba a los dirigentes obreros, el PCB organizó en São Paulo una Conferencia Sindical y una Conferencia Regional, en noviembre de 1931. En estas conferencias, se aprobó la tesis propuesta por Leôncio Basbaum que dirigía la actuación del partido a los sindicatos existentes, aunque oficiales, en vez de crear nuevos sindicatos, lo que vendría a intensificar los roces con los anarquistas. Los sindicatos oficiales se expandieron, provocando la competencia y el vaciamiento de los sindicatos independientes, principalmente en Río de Janeiro, donde varias categorías se apresuraron a solicitar la carta de su reconocimiento a principios de 1931. Entre los obreros de la construcción y los zapateros, los sindicatos reconocidos disputaron el espacio con los anarquistas. De modo opuesto, en São Paulo, la aversión a la oficialización fue demostrada al Ministro de Trabajo, Lindolfo Collor, a través de protestas y abucheos en reunión con los trabajadores comunistas y anarquistas en el Salón de las Clases Laboriosas en 1931. Los anarquistas que militaban en la FOSP identificaron el proyecto corporativista brasileño con el de otros regímenes autoritarios, denunciando la creación del Ministerio del Trabajo como una estrategia fascista, y denunciaron constantemente sus debilidades, al tiempo que incitaban a los trabajadores a conquistar, por medio la acción directa, sus derechos sociales que estaban garantizados por la legislación laboral, pero que en la práctica no se cumplían.
En 1931, solo dos sindicatos solicitaron oficialización en São Paulo, el de los bancos, en la capital, y el de los trabajadores de la Compañía Docas, en Santos, mientras que en el Distrito Federal, 21 sindicatos fueron reconocidos. Solo en 1933 se produjo una expresiva adhesión a la oficialización en São Paulo, alcanzando el número de 52 sindicatos. Sin embargo, se percibía una cierta artificialidad en esas adhesiones, ya que la cantidad de sindicatos oficializados no significaba necesariamente su control por el Estado. En varias categorías, las oficializaciones se realizaban a través de asociaciones sin representatividad. En 1932, en el año de 1933, se organizaron sindicatos en São Paulo con cerca de 50 socios, como ocurrió con el de los sombrereros y los trabajadores en frigoríficos en 1932, y el de los zapateros y de los ferrocarriles de São Paulo Railway, en 1933. En esas categorías existían sindicatos independientes de orientación anarquista, y los comunistas actuaban en la última, con intensas actividades reivindicativas.
Inicialmente, los sindicatos independientes se mantuvieron bastante activos en el movimiento obrero. En mayo de 1932 se produjeron huelgas de varios sectores sindicales, constituyéndose un Comité de Huelga que reunía anarquistas, comunistas, trotskistas y cooperativista, unión que la FOSP no logró obtener al concluir la huelga general contra las carteras profesionales. Con la Revolución Constitucionalista de 1932, quedaron paralizadas las actividades sindicales de julio a septiembre, habiendo, sin embargo, controversias acerca de la posición de los trabajadores frente al movimiento centralizado en São Paulo. Según Florentino de Carvalho, parte del movimiento obrero habría apoyado y participado del movimiento, pero una parte considerable permaneció indiferente, debido a la opción política anarquista.
En 1934, el gobierno determinó que los trabajadores, para obtener los beneficios de la legislación laboral, debían afiliarse a los sindicatos oficiales. Los anarquistas buscaron inviabilizar el proyecto, que consideraban corporativo y fascista. La defensa de la autonomía sindical fue realizada de modo intransigente por los libertarios, que preferían cerrar sus sindicatos a ceder a la injerencia del Estado. A pesar de la persistencia de los anarquistas en mantener los sindicatos independientes, varias asociaciones optaron por la vía oficial, como ocurrió con la UTG paulista, liderada por los trotskistas. El principal factor que motivó el cambio de rumbo fue el condicionamiento del goce de las vacaciones al trabajador asociado al sindicato reconocido. En Río Grande do Sul, en junio de 1934, el PCB obtuvo la dirección de FORGS, que había sido reorganizada por los anarquistas en agosto del año anterior, y también constituyeron la Liga Electoral Proletaria y el Comité Antierranque y Antifascista. Con esas organizaciones, el PCB, que desde hace años intentaba crear bases en Rio Grande do Sul, logró romper la resistencia anarquista que ya estaba debilitada en virtud de las disputas con las organizaciones oficiales. Fue a través del llamamiento electoral y de la unión contra el fascismo que los comunistas lograron ofrecer canales nuevos de participación a los trabajadores, cuestionando la limitación de los anarquistas en ese sentido. También la Federación Obrera de Paraná (FOP), hasta entonces bajo influencia anarquista, se adhirió al reconocimiento oficial en 1934.
Existió un intento de los liberales paulistas de reorganizar la antigua COB, contando con el apoyo de sindicatos independientes de la capital y del interior de São Paulo, de la Unión de los Obreros en Construcción Civil de Recife, de la Federación de los Núcleos Proletarios Antipolíticos de Porto Alegre, del Sindicato Único de los Alfaiates de Uruguaiana. El comité pro-COB celebró reuniones aprobando sus estatutos, pero no hubo más noticias a su respecto después de agosto de 1934.  La FOSP, último bastión del sindicalismo revolucionario, cerró definitivamente sus actividades en noviembre de 1937, siendo el edificio de su sede lacrado por la policía. Algunos sindicatos de tendencia anarquista presentaron un breve retorno en 1937, antes de la institución del Estado Novo, entre ellos la Unión de los Artífices en Calzados, la Liga de los Obreros en Construcción Civil y el Sindicato de los Manipuladores de Pan. Los panaderos continuaron sus actividades, manteniendo sus estatutos libertarios y su práctica de la acción directa en la negociación con los propietarios de panaderías. Realizaron huelgas en 1936 y 1937 y mantuvieron la publicación de su periódico en ese período. Bajo estricta vigilancia, serían presionados en 1940 a abandonar la utilización del título de "sindicato", prerrogativa exclusiva de las asociaciones oficiales.
La crisis del sindicalismo revolucionario representó una crisis del propio anarquismo, ahora sin espacios de inserción social. Los métodos de acción directa parecían más adecuados cuando no había la mediación de aparatos institucionales para la resolución de los conflictos entre capital y trabajo. Además, la intensificación de la represión policial, especialmente después de la Intentona Comunista y con la proclamación del Estado Nuevo; el cuestionamiento de los métodos de acción directa frente a la disciplina y centralización del PCB; y la falta de una organización política propia, para llevar adelante sus objetivos programáticos, resultaron en la declinación del anarquismo en Brasil.

## Período populista (1945-1964)
Con el fin del Estado Novo en 1945 y la posterior democratización del país, los anarquistas creían que ese sería el momento para una articulación más orgánica, formando organizaciones políticas específicas y fundando nuevos periódicos, en un intento de imprimir una mayor participación en la vida política brasileña. El primer periódico anarquista a salir después del Estado Novo fue Remodelações, lanzado en Río de Janeiro y coordinado por los anarquistas Moacir Caminha y Maria Iêda. Su primer número salió el 10 de octubre de 1945, pocos días después del fin de la dictadura de Getúlio Vargas, y circuló semanalmente hasta 1947. Con la reaparición de Ação Direta en 1946, también en Río, los anarquistas cariocas pasaron a concentrar sus esfuerzos en la organización de apenas un periódico. En São Paulo, los anarquistas reanudar la publicación de A Plebe en 1947. La prensa anarquista sirvió, en ese momento, como un elemento aglutinador y dinamizador para una rearticulación de los militantes dispersos. Las dificultades financieras harán que A Plebe cancele sus actividades 1951 y en 1960, Ação Direta fue sustituido por el diario O Libertário, cuya edición fue motivada por la "necesidad imperiosa de mantener siempre vivas las relaciones entre los militantes libertarios", frente al fin de las publicaciones anteriores y la ausencia de una mayor organicidad.
La noción de que la formación de una organización nacional viabilizaba el desarrollo de sus acciones políticas era compartida por militantes de diferentes ciudades y formaba parte de una reflexión que venía desde décadas anteriores, y fue motivada principalmente por la realización de un congreso anarquista internacional en Francia en 1946, en el que se discutieron cuestiones relativas a la organización anarquista. Los anarquistas brasileños deseaban superar la experiencia de la Primera República, su actuación se enfocó excesivamente en el medio sindical, creyendo, en ese momento, que organizados en instancias específicas, podrían incidir de manera más coordinada en los movimientos sociales y sin perder de vista sus objetivos finalistas. Entre las organizaciones anarquistas creadas en el período, figuran la Unión Anarquista de Río de Janeiro (UARJ), Unión Anarquista de São Paulo (UASP) y el agrupamiento Los Ácratas de Porto Alegre. Luego los militantes trataron de organizar un congreso para rearticular el anarquismo brasileño, que fue realizado en diciembre de 1948 y trazó los objetivos y estrategias a seguir por los anarquistas en aquel momento. A pesar del papel fundamental de viejos militantes como Edgard Leuenroth y José Oiticica en la rearticulación del movimiento anarquista, se destacó la presencia de nuevos militantes, como Adélcio Coppeli e Ideal Peres, que se organizaban en la Unión de la Juventud Libertaria Brasileña y posteriormente en la Juventud anarquista Río de Janeiro (JARJ). La dificultad de reinserción de los anarquistas en los movimientos sociales contribuyó a dificultar la supervivencia de sus organizaciones específicas, que a lo largo de las décadas de 1950 y 1960 desaparecieron.

### Congresos anarquistas
Entre 1945 y 1964 los anarquistas brasileños realizaron cuatro congresos, en 1948, 1953, 1959 y 1963, respectivamente. Si por un lado, cada encuentro estuvo inserto en coyunturas específicas, hubo una preocupación permanente en intentar consolidar un campo político con propuestas coherentes, en el cual la preocupación con la consolidación de una organización política propia y la opción por la actuación sindical, junto con la realización de las acciones culturales, fueron constantes. Además, los anarquistas brasileños enviaron delegados al Congreso Anarquista Internacional de Francia en 1946, al Congreso de la Federación Obrera Regional Argentina (FORA) de 1948 ya la Conferencia Anarquista Americana de 1957. En general, los congresos permitieron trazar líneas políticas y formas de acción para los militantes anarquistas, garantizando una acción más coordinada y reforzando una instancia política en común.
La idea de organizar un Congreso Anarquista fue motivada por la participación en el Congreso Anarquista Internacional de Francia en 1946 y en el Congreso de la FORA en 1948. En el mismo año, los militantes intercambiar correspondencia con compañeros en todo Brasil. El llamado al congreso anarquista nacional fue facilitado por la publicación de los periódicos  Remodelações, Ação Direta y A Plebe, y a finales de 1948, los anarquistas brasileños ya habían enviado informes y circulares a diversos estados donde había presencia militante. Basado en las informaciones circuladas y en los grupos y militantes que constituían la UARJ y la UASP elaboraron el temario del Congreso Anarquista de 1948. El congreso fue realizado del día 17 al 19 de diciembre de 1948, coincidiendo con las vacaciones escolares, lo que facilitaba la participación de muchos militantes que eran estudiantes o profesores. El congreso ocurrió en el espacio Nossa Chácara, un sitio cuyo terreno original perteneció al abogado y anarquista Benjamín Mota. El terreno fue pasado a Edgard Leuenroth, que cedió el espacio para uso común de los anarquistas entre 1939 y 1942. Además de los debates en torno a reafirmar la base ideológica del anarquismo, el congreso también se discutieron las relaciones con otros elementos políticos, la solidaridad con los exiliados políticos de España y Portugal, y las estrategias que se debían adoptar por los anarquistas en ese momento. La percepción general era que los anarquistas necesitaban organizarse de manera más eficiente para intervenir adecuadamente como fuerza política, teniendo como objetivo la fundación de una organización nacional, constituida de modo federativo, de abajo hacia arriba. En cuanto a sus prácticas políticas, los anarquistas deliberaron por proseguir en el trabajo dentro de los sindicatos, retomando elementos más generales del sindicalismo revolucionario. Otro tema discutido fue la cuestión de la propaganda, y se recomendó la creación de centros culturales, colonias recreativas, grupos teatrales y editoriales dedicadas a la temática libertaria.
Cinco años después, en 1953, los militantes de la UARJ articularon un nuevo congreso, que se había fijado para los días 9, 10 y 11 de enero. Una circular enviada a diferentes militantes alrededor de Brasil presentaba la "necesidad de activar más nuestra acción" y "todo lo que se refiera a medidas prácticas para imprimir mayor impulso a nuestro movimiento". El congreso fue realizado en Urca, en Río de Janeiro, y se discutieron cuestiones como la organización, campañas a desarrollar y propaganda, sirviendo como un balance de las actividades anarquistas realizadas entre los dos congresos. Se destacó como punto positivo la articulación internacional de la prensa anarquista y la penetración con los "compañeros de Rio Light" y en el "sindicato de carriles". La reunión también apunta a las actividades de la UARJ y de formación y debates internos, encabezada por Ideal Peres. Los informes de San Pablo resaltan las actividades del Centro de Cultura Social, de Nossa Chácara y su grupo de teatro, y subrayan la participación de un grupo de anarquistas en el sindicato de los zapateros. Se acordó continuar con la publicación de Ação Direta, de manera rotativa, y no fue señalado la reaparición de A Plebe. El encuentro también contó con la propuesta de formación dentro de la UARJ de una iniciativa cooperativista, para atraer adherentes entre los obreros.
Los congresos de 1959 y 1963, a su vez, demuestran un grado de organicidad menor. En el congreso de 1959, se discutieron iniciativas como los centros culturales (en especial el Centro de Cultura Social y el Centro de Estudios Profesor José Oiticica), los grupos teatrales, el espacio Nossa Chácara y la publicación de la prensa anarquista y de libros libertarios. Esta conferencia también llamó la atención sobre iniciativas referentes a las organizaciones comunitarias, dando un peso mayor a las iniciativas culturales. En 1963, los militantes discutirán la situación de O Libertario, el único periódico anarquista en circulación en aquel momento, proponiendo esfuerzos para una mayor divulgación del mismo, y también la creación de una comunidad agrícola, en los moldes del kibutz, utilizando el espacio Nossa Chácara. Una estrategia encaminada por el encuentro anterior y que fue retomada era la de la creación de centros de cultura en todo el país, reafirmando el foco en las iniciativas de carácter cultural, indicando que los anarquistas evaluaban que la acción sindical en aquel momento no había producido los frutos esperados, y que la movilización de energía en la apertura y consolidación de un nuevo vector social era el más adecuado a hacerse.

### Prácticas sindicales, culturales y de solidaridad
El Congreso Anarquista de 1948 subrayó la necesidad de que los militantes libertarios ingresaran a los sindicatos de sus respectivas profesiones, buscando intervenir en la vida orgánica de los mismos y formar grupos de defensa o resistencia sindical, con base en los principios del sindicalismo revolucionario. En la prensa anarquista, eran comunes duras críticas a la estructura corporativista y al que llamaban "sindicalismo pelego", al mismo tiempo que había un incentivo a las luchas sindicales de base, creyendo que, a través de ellas, sería posible un nuevo despertar del sindicalismo revolucionario. Hubo una preocupación en divulgar las concepciones anarquistas al trabajador, especialmente a través de la prensa. El diario Ação Direta fue distribuido en Río de Janeiro en lugares donde había una gran afluencia de trabajadores, en bancas frente a las fábricas, puntos de tranvías o de ómnibus. En medio de la efervescencia huelguista en el proceso de democratización, los anarquistas, aún en el año 1946, intentaron formar grupos de oposición sindical, como la Unión Proletaria Sindical de San Pablo, de vida efímera. Las acciones más concretas se dieron en 1951, con la constitución del Grupo de Orientación Sindical de los Trabajadores de la Luz en Río de Janeiro, que editó un periódico específico para las cuestiones sindicales de la categoría, llamado UNIR, y en 1953, con la constitución del Movimiento de Orientación Sindical (MOS) en São Paulo, que contó con la participación de anarquistas, socialistas independientes, sindicalistas y "militantes de varias categorías profesionales", especialmente en el sector de los trabajadores gráficos. El MOS llegó a editar, en 1958 el diario Ação Sindical, y en el mismo año lanzó sin éxito una lista de oposición dentro de los sindicatos de los gráficos, defendiendo la neutralidad política, la autonomía sindical y los métodos de acción directa. De manera más aislada, el militante carioca Serafim Porto fue bastante activo entre los profesores de Río de Janeiro y Edgard Leuenroth integró diversos congresos e iniciativas de organización de los periodistas paulistas, siendo incluso nombrado presidente de la Comisión de Historia de la Prensa en 1957, año en que también participó en el VII Congreso de Periodistas, por la delegación de São Paulo. Al encontrar dificultades para una mayor inserción en los sindicatos más allá de las modestas iniciativas tentadas, los anarquistas pasaron a dedicarse, sobre todo en la década de 1960, a las acciones culturales.
Desde 1947, los anarquistas de San Pablo habían reactivado del CCS y ya promovían una serie de conferencias, charlas, debates, grupos de teatro y saraus. En Río de Janeiro, los anarquistas tendrán un espacio para la realización de actividades culturales solo en 1958, con la fundación del Centro de Estudios Profesor José Oiticica (CEPJO). A nivel nacional, se nota un esfuerzo para el mantenimiento de la prensa anarquista, con la edición del periódicoo O Libertário entre 1960 y 1964. También se registran iniciativas editoriales con vistas a la difusión de propaganda de libros anarquista, destacándose Editora Germinal, en Río de Janeiro, mantenida por el portugués Roberto das Neves, y Ediciones Sagitario, sostenida por los anarquistas de San Pablo. El foco en las iniciativas culturales se dio en un contexto de mantenimiento mínimo del anarquismo, donde tales actividades sirvieron como un medio para mantener un vínculo entre las nuevas y viejas generaciones de militantes y simpatizantes. Con la concreción del golpe de 1964, los anarquistas pronto se reunieron para hacer un balance de la situación política. El CEPJO llegó a funcionar por otros cuatro años hasta su cierre definitivo, por agentes de la aeronáutica en 1968, y el CCS fue cerrado tras la promulgación del Ato Institucional Número Cinco, interrumpiendo sus actividades el 21 de abril de 1969, y que permanecieron, en adelante, clandestinas.
Además de su actividad en el sindicato y el ámbito cultural, entre 1945 y 1964 los anarquistas siempre prestaron un apoyo activo a exiliados políticos de España y Portugal, países que entonces estaban bajo la dictadura de Francisco Franco y Antonio de Oliveira Salazar, respectivamente. Entre los exiliados, el portugués y el español Edgar Rodrigues Manuel Pérez Fernández eran bastante activo en el movimiento anarquista brasileño y también en la lucha contra Franco y Salazar en Portugal. Mientras Edgar Rodrigues pronto se involucró con el periódico Ação Direta, Manuel Pérez Fenández abrigaba en su casa a varios anarquistas ibéricos exiliados, de modo que su residencia pasó a ser conocida como "el Consulado de los Anarquistas". La articulación de los militantes anarquistas brasileños con militantes del extranjero llamó la atención de los agentes policiales, que temerosos de acciones que pudieran ser consideradas subversivas, pasaron a investigar la actividad anarquista, especialmente en São Paulo durante el año 1948, apuntando una serie de vínculos entre el CCS y el Salón Hispanoamericano. Entre algunas acciones de mayor destaque, están la campaña iniciada por el CEPJO para salvar al anarquista español José Comin Pardillos, que había llegado clandestinamente a Brasil en un barco llamado Cabo San Roque, el 17 de mayo de 1959, y que contó con el apoyo de la Unión Nacional de los Estudiantes (UNE). Incluso con la movilización, Pardillos fue devuelto a la Policía Marítima y regresó al territorio español. Más exitosa fue la acción de solidaridad con los militantes de la Dirección Revolucionario Ibérico de Liberación (DRIL) a bordo del buque portugués Santa María. En la madrugada del 23 de enero de 1961, militantes del DRIL organizaron una acción para tomar el control de este navío, que resultó en la muerte de un miembro de la tripulación y dos heridos. La acción tenía como objetivo realizar un acto político de oposición a las dictaduras ibéricas y fue organizada en la ciudad de Caracas, Venezuela. Perseguidos por la acción conjunta por la Marina y las Fuerzas Aéreas de varios países, acabaron entregándose a las autoridades del gobierno brasileño el 2 de febrero, algunos días después de la toma de Jânio Quadros. La cuestión fue ampliamente divulgada por los medios y segundo testimonio de Edgar Rodrigues algunos miembros del DRIL quedaron albergados en nuestra casa durante algunos meses, mientras que otros permanecieron por más tiempo.

## Dictadura militar (1964-1985)
Después del golpe de 1964, los anarquistas de Río de Janeiro trataron de librarse del material comprometedor que podría estar en las actas de reuniones y en el espacio físico del CEPJO. Los materiales tuvieron que ser rasgados y arrojados por la basura del edificio que alberga el centro cultural anarquista. Las actas de las reuniones fueron rehechas con asuntos que pudieran ser leídos por las autoridades policiales y se marcó un encuentro con los anarquistas de San Pablo para el 1° de mayo de 1964. El tema del encuentro fue la situación política de Brasil, un balance de las prisiones conocidas y la custodia de los documentos relativos a las actividades anarquistas en Río de Janeiro y en São Paulo. La edición de O Libertario para el mes de abril fue suspendida y en su lugar, los anarquistas fundaron el periódico Dealbar, en 1965, marcado por un tono más discreto y centrado en asuntos culturales. Dealbar tuvo 17 números, circulando entre 1965 y 1968.  Otros periódicos anarquistas, de cuño militante, circularon en el período, sin embargo, todos de vida corta, como O Protesto, ligado a un grupo de estudiantes libertarios de Porto Alegre y que circuló entre 1967 y 1968; Autogestão, también de 1968, distribuido por gremios estudiantiles en el interior de Río de Janeiro; y Autogestão Operária, de 1969.
La actuación anarquista, por lo menos hasta 1968, fue marcada por la discreción de las actividades de los centros culturales y de su modesta prensa, que servían como punto de contacto para que los militantes pudieran continuar articulándose, aunque mínimamente. Los encuentros de anarquistas eran a menudo organizados en las propias residencias de los militantes, para discutir cuestiones referentes a la supervivencia del anarquismo en el período y la situación política de Brasil. Las actividades culturales tenían un carácter público, mientras que las actividades estrictamente políticas se hacían de modo silencioso entre militantes.

### Movimiento Estudiantil Libertario (MEL)

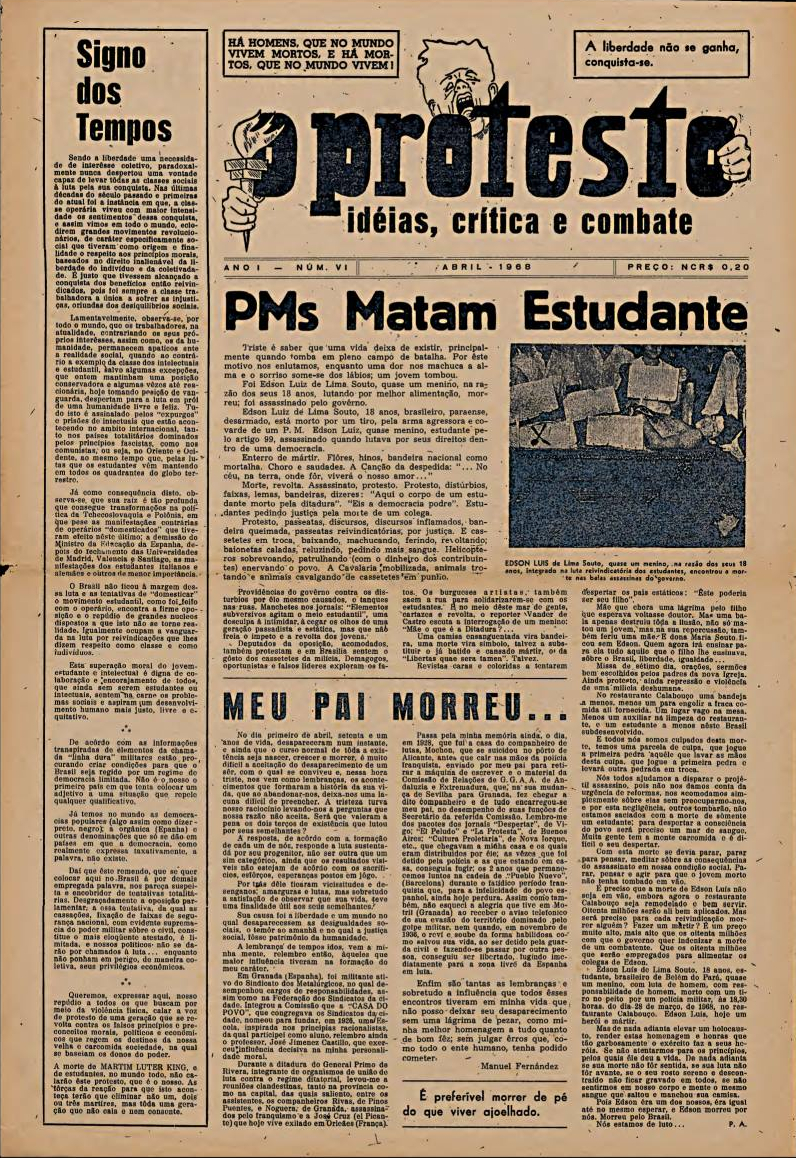
El periódico O Protesto, de Porto Alegre, circuló entre 1967 y 1968, señalando posiciones del movimiento estudiantil y críticas al régimen militar.

La mayor parte de la base militante y de apoyo de las izquierdas durante la década de 1960 estaba constituida por jóvenes del medio estudiantil. "Reconocer tal hecho, Ideal Peres afirmó que" cualquier movimiento allí solo podrá progresar y tomar cuerpo si es iniciado y orientado por jóvenes estudiantes. Creo sinceramente que los viejos compañeros ya no están en condiciones físicas y culturales para un reactivación de movimiento ". Además, a pesar de que la dictadura reprimió algunos de los principales líderes y afectado el funcionamiento de sus entidades, el movimiento estudiantil tuvo relativa libertad de acción entre 1965 y 1968, pasando a conformar un espacio activo de oposición al régimen militar. En ese contexto, los anarquistas gauchos que editaban El Protesta establecieron contactos entre nuevos militantes de Río de Janeiro y São Paulo, fundando el Movimiento Estudiantil Libertario (MEL) en 1967 e insertándose en las luchas estudiantiles del período.
En febrero de 1968, los militantes del MEL realizaron el 1.er Encuentro Nacional de Estudiantes Libertarios, cuyas resoluciones fueron publicadas en el quinto número de O Protesto, defendiendo la fundación de un comité coordinador de los estudiantes libertarios, a fin de crear una organización local y luego nacional; la participación activa en las manifestaciones reivindicatorias de los estudiantes; la solidaridad a los estudiantes y al movimiento social de manera más amplia, predicando la alianza de las luchas estudiantiles y obreras; mayor participación de las bases en las decisiones de las entidades estudiantiles y, por último; el apoyo a la UNE, siempre que sea independiente de intereses políticos y demagógicos. Los militantes del MEL pasaron a actuar en el movimiento estudiantil, organizando debates, conferencias y reuniones, además de comprometerse en la lucha contra el acuerdo firmado por el Ministerio de Educación con la United Agency for International Development, visto como una reacción a las reivindicaciones por la reforma universitaria planteadas por los estudiantes en los años 1960. Con la muerte de Edson Luis de Lima Souto y las manifestaciones posteriores, los anarquistas denunciaron la represión y afirmaron que "es necesario que la muerte de Edson Luis no sea en vano", lanzando también en la misma época un panfleto titulado Olho por olho: Dente por dente, que llamó la atención de los agentes represivos.

### Represión al MEL y al CEPJO
Con el decreto del AI-5 en 1968 y la escalada represiva, la sede del CEPJO fue invadida por agentes de la Aeronáutica y 18 militantes fueron arrestados en octubre de 1969. Entre ellos se encontraban militantes del MEL e Ideal Peres, permaneció preso durante un mes. Los anarquistas de Porto Alegre atrás de O Protesto también sufrieron investigaciones militares en el mismo período. Los militantes presos fueron denunciados bajo la Ley de Seguridad Nacional, por "redistribuir material o fondos de propaganda de providencia extranjera para la infiltración de doctrinas o ideas incompatibles con la constitución" y "formar, afiliarse o mantener asociación que, bajo la orientación con la ayuda del gobierno extranjero u organización internacional ejerza actividades perjudiciales o peligrosas a la Seguridad Nacional. En ese proceso, un militante del MEL fue acusado de trabajar en el periódico O Protesto y de haber distribuido el periódico Autogestão para gremios estudiantiles en el interior de Río de Janeiro; otra militante fue acusada de enviar periódicos a Bolivia y de participar en reuniones en las que se discutieron cuestiones referentes al periódico y sobre temas anarquistas; dos militantes gauchos también fueron indiciados y tuvieron sus casas invadidas por los agentes de la represión, que relataron haber encontrado en sus residencias "harto material subversivo". En ese proceso, todos los 16 militantes fueron absueltos, gracias a maniobras jurídicas y por la fachada legal de los centros culturales gestionados por los anarquistas.
En enero de 1971, el delegado de la policía y el jefe de la oficina del DOPS emitió un mandamiento de búsqueda y aprehensión de libros, periódicos y escritos considerados subversivos, acción que resultó, el 15 de febrero de 1971, en la incauta de 1.450 libros de Daniel Guérin en la Editora Prôa, entre otros materiales. Los agentes también buscaban informaciones sobre una supuesta "organización anarquista" y llamaron la atención para una posible conexión de los militantes gauchos con los anarquistas uruguayos, por cuenta de un manifiesto de los Tupamaros reproducido en las páginas del periódico Autogestão.
Después de la represión al MEL y al CEPJO, los anarquistas, entre 1972 y 1977, se concentraron en recibir y orientar a aquellos que se acercaban, realizando propaganda por la Editora Germinal y dedicándose al estudio y al rescate de la historia del anarquismo. La mayor parte de las reuniones se realizaron en el apartamento de Ideal Peres y Esther Redes, en Río de Janeiro, y en el espacio de sociabilidad conocido como "Nuestro Sitio", en São Paulo. Incluso con la limitación de las actividades, la comunicación con anarquistas del exterior fue constante, de modo que periódicos del anarquismo internacional eran guardados y posteriormente difundidos entre los militantes.

### Prensa, movimiento estudiantil, sindical y contracultura

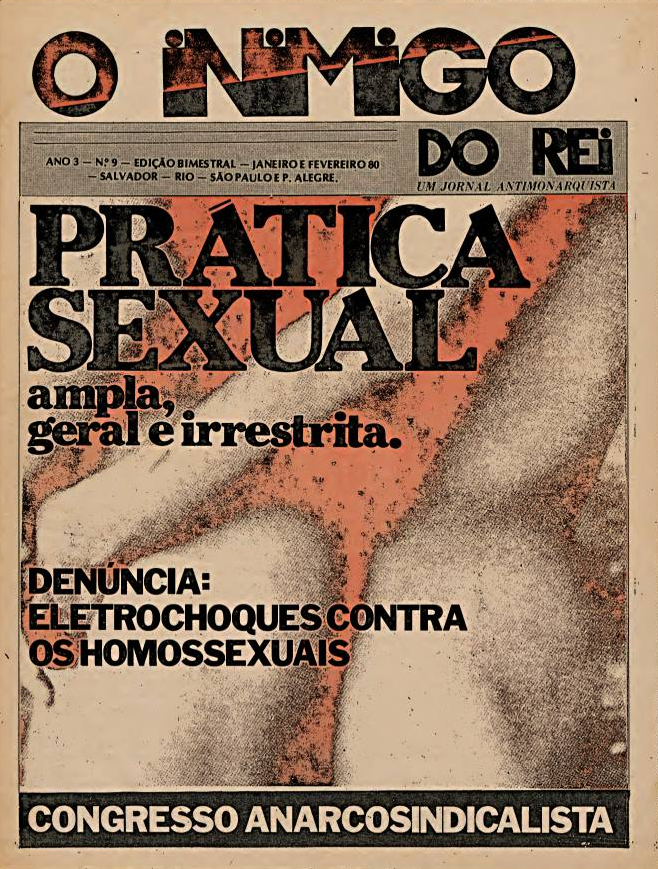
O Inimigo do Rei circuló entre 1977 y 1988 y fue fundamental para la reorganização del anarquismo en Brasil durante el período de apertura política. Además de temas relacionados al anarquismo, abordaba cuestiones ligadas al universo contracultural, las drogas y la sexualidad.

En 1977, hubo una reanudación de la prensa anarquista con el periódico O Inimigo do Rei, lanzado por estudiantes baianos que se adhirieron al anarquismo en la ola de las manifestaciones estudiantiles y de la contracultura de aquel período, siendo publicado, con algunos hiatos, hasta 1988. El diario surgió del embate a esos estudiantes de la Universidad Federal de Bahía con otras corrientes políticas de la izquierda, naciendo sin relación directa con la "vieja guardia" del anarquismo. O Inimigo do Rei pasó a contar con colaboradores de Río de Janeiro, São Paulo y Porto Alegre, convirtiéndose en un vehículo importante para la rearticulación del anarquismo brasileño durante la apertura política, proponiendo la constitución de una Federación Libertaria Estudiantil (FLE) y, más tarde, la formación de los núcleos pro-COB, defendiendo el sindicato como "la organización obrera por excelencia". Levantando cricas al proceso de democratización, especialmente en lo que decía a la falta de participación popular, O Inimigo do Rei también traía pautas del movimiento negro, de los homosexuales y feministas.
En el movimiento obrero, especialmente en São Paulo, los anarquistas actuaron en el Colectivo Libertario de Oposición Sindical (COLOPS), aprovechando la realización del 1.er Encuentro Nacional de los Trabajadores en Oposición a la Estructura Sindical (ENTOES) para organizarse mejor, aproximándose a las ideas defendidas por la organización (OPOM), y también ensayaron algunas iniciativas en la categoría de los bancarios y de la educación.
A partir de la década de 1970, se percibe la influencia de ideas anarquistas en la contracultura, a través de periódicos como Tribo de 1972, y Soma, que circuló entre 1973 y 1974, invirtiendo en el experimentalismo visual, búsqueda de nuevos lenguajes, diálogo con manifestaciones de la comunicación la industria cultural y el culto a la estética psicodélica, con algunas referencias puntuales al anarquismo. Mismo O Inimigo do Rei a pesar de su carácter militante, dialogaba con temáticas de la contracultura, trayendo un lenguaje más arrojado, bastante irónico y bien humorado, y además de los textos sobre cuestiones políticas y sociales, traía materias sobre temas como drogas y sexualidad. También la revista Barbárie, que circuló entre 1979 y 1982, traía un lenguaje y un abanico de temas bastante similares a los de O Inimigo do Rei, reflejando la influencia de la contracultura.

## Redemocratización (1985 en adelante)
La apertura política propició en el medio anarquista una serie de discusiones nuevas y reformuladas sobre el neoliberalismo, el sindicalismo y pautas identitarias, como las cuestiones de género, sexualidad y étnico-raciales. Con el fin de la dictadura militar, los anarquistas de Río de Janeiro, con Ideal Peres al frente, fundaron el Círculo de Estudios Libertarios (CELIP, Círculo de Estudios Libertarios Ideal Peres), en el año 1985. Dentro de ese espacio, desarrollaron -y diversos colectivos y grupos anarquistas aún en la década de 1980 ya principios de la década de 1990. En el mismo período, fue reactivado el CCS en São Paulo, que estaba en la clandestinidad desde 1968, contando con la participación de Antônio Martínez y Jaime Cubero. En el medio sindical, se intentó una rearticulación de la antigua COB, iniciativa llevada a cabo por los militantes organizados en esos espacios y por el periódico O Inimigo do Rei, con una propuesta anarcosindicalista. En el medio cultural, el anarquismo tuvo gran aceptación entre el movimiento punk, que a través del estilo musical y conductual, traía discursos y prácticas libertarias, estableciendo un activismo cultural solidario con otras causas sociales. Militantes salidos del movimiento punk y anarcopunk tuvieron un papel importante en los intentos de reconstrucción de la COB y en la posterior articulación del anarquismo en organizaciones específicas, ya en la segunda mitad de la década de 1990. Se destaca también la creación de nuevos periódicos, como Utopia, que circuló entre 1988 y 1992, y la fundación de la editora Nuevos Tiempos/Imaginario, por la iniciativa de Plínio Augusto Coelho, que retornaba de Francia y tradujo diversas obras anarquistas, aún inéditas, de Pierre-Joseph Proudhon, Mijaíl Bakunin y Errico Malatesta, entre otros.
En la década de 1990, el anarquismo intentaba expandirse y adentrarse más sistemáticamente en los movimientos sociales. En ese sentido, el grupo Mutirão, que editaba un periódico del mismo nombre, defendía la articulación del anarquismo con los movimientos de lucha sindical y por la tierra, donde poseía cierta inserción. En 1991, militantes vinculados al CEL crearon el boletín Libera ... Amore Mio!, para divulgar las actividades del grupo, que estaban desarticuladas tras el alejamiento de Ideal Peres y de su esposa Esther Redes, además de publicar textos propagandando la ideología anarquista. En el mismo período, estudiantes libertarios de Río de Janeiro organizaron el Colectivo Anarquista Estudiantil 9 de Julio (CAE-9), que luego superó el frente estudiantil y pasó a denominarse Grupo Anarquista Acción Directa (GAAD), organizándose en frentes de trabajo y con una propuesta de inserción por lugar de actuación y trabajo. En agosto de 1992, en un intento de rearticulación nacional, se realizó en São Paulo el encuentro "Otros 500 - Pensamiento Libertario Internacional". El mote del evento era la crítica a la Eco-92 y a las conmemoraciones de los 500 años de la llegada de los europeos a América. El encuentro contó con la participación de prominentes intelectuales libertarios, como Cornelius Castoriadis, Ronald Craig, Pietro Ferrua, Eduardo Colombo, Maurício Tragtenberg y Roberto Freire. En ese evento, se decidió por la creación de una Red de Informaciones, cuyo objetivo sería la divulgación de noticias y actividades de interés de grupos e individuos anarquistas. La iniciativa tuvo un carácter efímero, pero sirvió para establecer lazos entre militantes de diversas regiones. El boletín Libera ... fue uno de los principales animadores del proyecto y consiguió articular contactos entre los militantes del movimiento anarquista brasileño incluso después del término de la Red de Informaciones, llegando a una tirada de 2.000 ejemplares y circulando nacionalmente.
En la segunda mitad de la década de 1990, se iniciaron los primeros contactos de los anarquistas brasileños con la Federación Anarquista Uruguaya (FAU). En 1994, los militantes del CEL que editaban el boletín Libera ... por primera vez dialogaban con la concepción específista defendida por la FAU, que preconizaba la actuación de los anarquistas en la esfera social (en movimientos populares) y política (en una organización específica), buscando la participación de los anarquistas en los movimientos sociales diseminando ideas y prácticas libertarias. Las relaciones con la FAU se profundizaron en 1995, culminando en la formación de la Federación Anarquista Gaúcha (FAG) en Rio Grande do Sul, y en la publicación del documento "Lucha y Organización: Por la Construcción Anarquista Brasileña", que tenía como meta crear, en el corto, las instancias políticas organizadas a nivel local, y a largo plazo, constituir una organización anarquista a nivel nacional. Con ello, se formó en 1997 la Organización Socialista Libertaria (OSL), una agrupación anarquista de nivel nacional formado por grupos y organizaciones estaduales identificadas con el especifismo, que existió hasta el año 2000.
Ya en la década de 2000, se intentó la unión de las tendencias individualistas y organizacionistas en una organización de síntesis. Una de las iniciativas más relevantes fue el Encuentro Internacional de Cultura Libertaria, que tuvo lugar en la Universidad Federal de Santa Catarina (UFSC) entre los días 4 y 7 de septiembre de 2000, del cual participaron desde militantes involucrados en movimientos sociales hasta practicantes de la somaterapia. En el evento, se propuso una Federación Anarquista que reuniera esas diversas tendencias, sin embargo, la propuesta no se concretizó teniendo en cuenta las divergencias existentes entre ellas. Los anarquistas organizacionistas vinculados al especifismo entonces crearon el Foro del Anarquismo Organizado (FAO) en septiembre de 2001, con la finalidad de formar una organización anarquista a nivel nacional. Con la fundación de la Federación Anarquista de Río de Janeiro (FARJ) en 2003, el boletín Libera ... pasó a ser el órgano oficial de la organización, difundiendo la propuesta especifista entre los militantes brasileños. La organización de la corriente especifista culminó en 2012 en la fundación de la Coordinación Anarquista Brasileña (CAB), que hoy agrega a FAG, en Rio Grande do Sul; FARJ, en Río de Janeiro; Colectivo Anarquista Bandera Negra (CABN), en Santa Catarina; Colectivo Anarquista Lucha de Clases (CALC), en Paraná; Federación Anarquista de los Palmares (FARPA), en Alagoas; Foro Anarquista Especifista (FAE) en Bahía; Colectivo Minero Popular Anarquista (COMPA) de Minas Gerais; la Organización Anarquista Socialismo Libertario (OASL) en São Paulo; Organización Resistencia Libertaria (ORL) en Fortaleza; Federación Anarquista Cabaña (FACA) en Pará; y la Rusga Libertaria en Mato Grosso. En el 2003, la Unión Popular Anarquista (UNIPA), surgió en 2003, reivindicando lo que llama "bakuninismo", basándose en las teorías organizativas del anarquista ruso Mijaíl Bakunin.
En cuanto a los movimientos sociales, los anarquistas han tenido una actuación relevante, aunque minoritaria, en movimientos sindicales, asociaciones comunitarias y de barrio, movilizaciones estudiantiles, de los sin techo y sin tierra. En la década de 1990, los anarquistas pasaron a apoyar las ocupaciones urbanas, como la de los petroleros del norte fluminense en Campo Grande, que resultó en el asesinato de un militante sindical reconocido en la lucha de las ocupaciones de plataformas, además de las ocupaciones Batistainha, en 1997, y Nueva Canudos, en 1998 y 1999, ambas en Río de Janeiro y que contaron con la participación directa de militantes anarquistas. En la década de 2000, más ocupaciones con fuerte presencia anarquista tuvieron lugar en la capital fluminense, como el Centro Popular Canudos en 2003, Chiquinha Gonzaga en 2004, Zumbi dos Palmares y Vila da Conquista en 2005, Quilombo das Guerreiras en 2006 y Largo do Boticário en 2007. Diversas ocupaciones de casas y predios han sido protagonizados con la participación de anarquistas, como la Ocupación Flor del Asfalto, en Río de Janeiro, Casa da Lagartixa Preta, en Santo André, y Asentamiento Urbano Utopía y Lucha, en Porto Alegre. La actuación junto a movimientos de ocupación rural, en especial el Movimiento de los Trabajadores Rurales Sin Tierra (MST), también fue llevada a cabo por militantes libertarios, con destaque a la campaña iniciada por la FAG denunciando el asesinato de Elton Brum da Silva por la " Policía Militar en 2009 durante una desocupación de tierras, y que resultó en un golpe en la sede de la organización y en la inculpación de ocho de sus miembros. En la instancia sindical, los anarquistas de la UNIPA han actuado en la CSP Conlutas - Central Sindical y Popular, mientras los militantes vinculados a las organizaciones especifistas actúan en la Resistencia Popular, organización de tendencia impulsada por anarquistas de esas organizaciones y presente en Rio Grande do Sul, Río de Janeiro, São Paulo, Pará, Mato Grosso y Goiás, y que actúa junto a los movimientos estudiantiles, sindicales y comunitarios, buscando la construcción de prácticas libertarias en esos movimientos. Las tendencias libertarias impulsadas por anarquistas también organizan el Encuentro Latinoamericano de Organizaciones Populares Autónomas (ELAOPA). Entre las iniciativas culturales, además de los Centros de Cultura Social de Río de Janeiro y São Paulo, se destacan otras iniciativas, como el Ateneo Libertario Batalha de Várzea, en Porto Alegre, y la Biblioteca Tierra Libre, en São Paulo; las Ferias del Libro Anarquistas, que ocurren en diversas ciudades del país desde 2006, y la articulación de cursos comunitarios de pre-vestibular.
También existe una Cruz Negra Anarquista en San Pablo, orientada a la defensa de los derechos humaanos y la lucha anticarcelaria. Entre otros grupos de inspiración anarquista clásica, autónoma o sintetista, puede mencionarse el Frente Anarquista de Organización Solidaria, al Colectivo Canto Libertario, al Colectivo de Resistencia Libertaria, al Colectivo Ruptura de Fortaleza, al Frente de Ação Libertária, a la Juventude Organizada com Ideais Anarquistas (JOIA) y a Bandera Negra de Bahía.
Los anarquistas también han tenido una participación importante en movimientos reivindicatorios y de protesta. El primer movimiento de ese tipo en que los anarquistas brasileños tuvieron una actuación destacada después de la redemocratización fue la Acción Global de los Pueblos, en la estela de las luchas antiglobalización, a finales de la década de 1990 y especialmente a principios de los años 2000. Motivados por ese contexto, los anarquistas brasileños pasaron a dedicar sus esfuerzos militantes a crear y difundir medios de comunicación pautados en una lógica de organización interna horizontal, que pudieran servir como herramienta para las movilizaciones y movimientos existentes. En el marco de las campañas contra el establecimiento del Área de Libre Comercio de las Américas (ALCA), pasó a tener un papel destacado en las movilizaciones contra la globalización en Brasil. En 2006, el CMI entró en un nuevo ciclo, en el cual los voluntarios de la red pasaron a dedicarse a movimientos populares locales como la lucha por la vivienda, movimientos indígenas, colectivos autónomos y en la construcción del Movimiento Pase Libre (MPL). Los anarquistas estuvieron involucrados en los orígenes del movimiento por el transporte público gratuito, iniciado tras protestas contra el aumento de los pasajes de autobuses en Salvador, en el año 2003, y en Florianópolis, en 2004, y que culminaron, en 2005, en la fundación del MPL en una plenaria del Foro Social Mundial en Porto Alegre. La lucha por el transporte público gratuito culminó en 2013 en una serie de manifestaciones y protestas populares en las principales capitales del país.

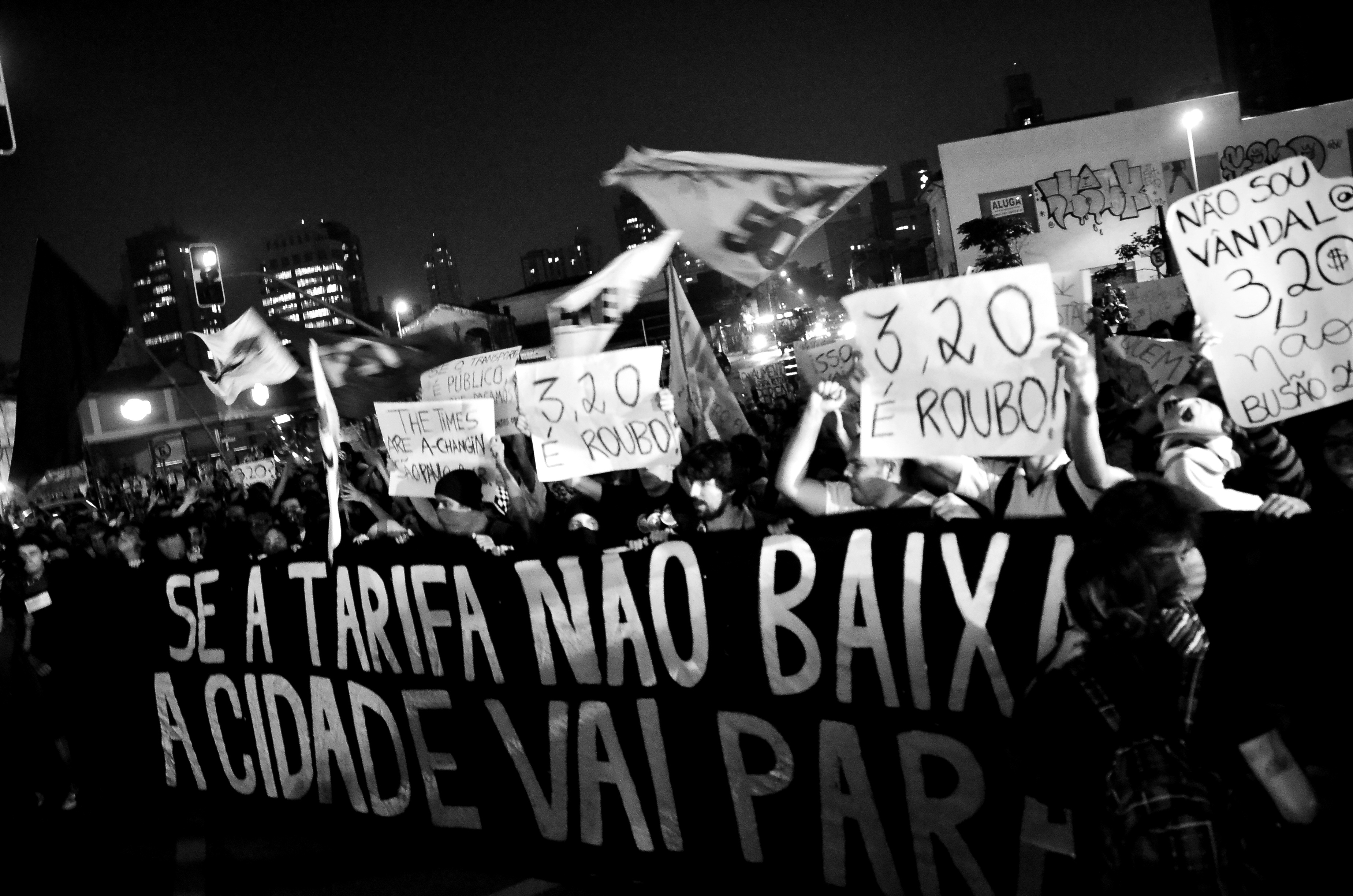
Protesta contra el aumento en la tarifa de transporte en 2013. Los anarquistas tuvieron una participación significativa en las manifestaciones de ese año.

Durante las protestas de 2013 en Brasil, muchos manifestantes se identificaron, de alguna forma, con el anarquismo. Las protestas tuvieron como punto inicial una manifestación articulada el 6 de junio por el MPL y por organizaciones estudiantiles contra el aumento de veinte centavos en las tarifas de autobuses, de metro y de trenes en la ciudad de São Paulo. La organización de estas manifestaciones se dio sin un sistema jerárquico en líderes y en base, pero en colectivos horizontalizados, críticos a la forma tradicional de política organizada en partidos y sindicatos centralizadores. Según la socióloga María de la Gloria Gohn, "no se puede decir que junio de 2013 haya tenido manifestaciones completamente anárquicas", pero que "varios de los núcleos o colectivos que organizaron las manifestaciones" por las redes sociales "se inspiraron más en los ideales de autonomistas, anarquistas, libertarios, socialistas utópicos, etc. que los de la izquierda tradicional. Tanto anarquistas ligados a las organizaciones especifistas como aquellos que no participaban en ninguna organización política anarquista tuvieron una actuación activa en esas protestas. El uso de la táctica  black bloc ganó notoriedad durante las manifestaciones, llevada a cabo por anarquistas organizados en grupos de afinidad. En el marco de las manifestaciones contra el aumento de los pasajes en 2013, grupos de izquierda más radicalizados, incluidos los anarquistas, también protagonizaron las ocupaciones de las Cámaras Municipales de Porto Alegre y Belo Horizonte y las manifestaciones contra la Copa del Mundo de 2014. También vista como legataria de las manifestaciones de 2013, la movilización estudiantil en Brasil en 2016 presentó, según Pablo Ortellado, elementos que pueden ser considerados libertarios, aunque no necesariamente anarquistas, como por ejemplo, la crítica del sistema representativo y la acción directa sin intermediación de partidos, concretada en la práctica de las ocupaciones. Aunque una parte de los estudiantes movilizados en las ocupaciones estaba bajo la influencia de la UNE y del PCdoB, otra parcela estuvo bajo influencia significativa de grupos más autonomistas.

## Anarquistas brasileños célebres
- José Oiticica
- Edgard Leuenroth
- Neno Vasco
- Edgar Rodrigues